# قائمة آلهة بلاد ما بين النهرين

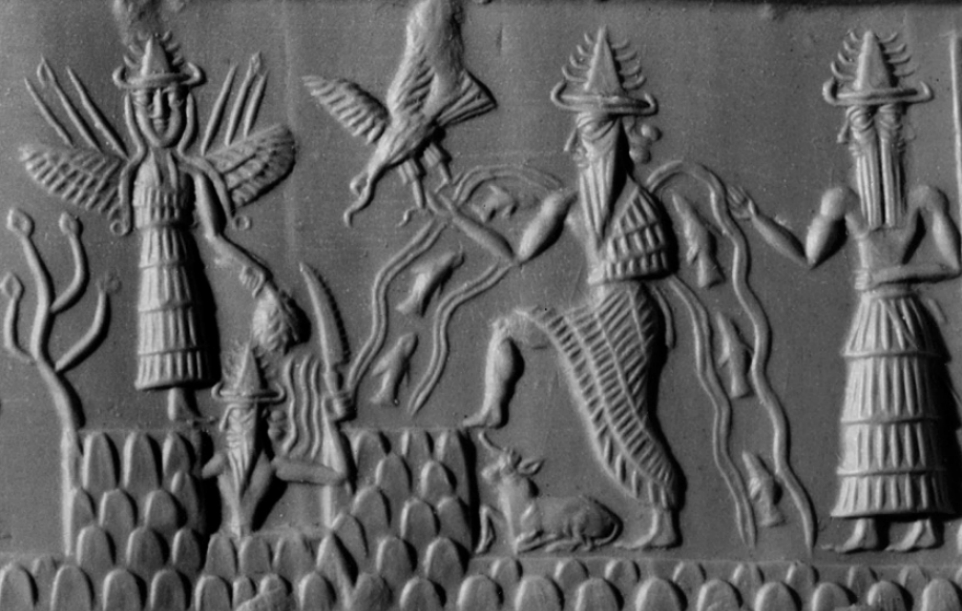
ختم أسطواني أكدي يعود لحوالي سنة 2300 ق. م، وتصور الآلهة إنانا وأوتو وإنكي وإسيمود.

آلهة العصور القديمة في بلاد ما بين النهرين كانت معظمها مجسمة، وكانت تمتلك قوى استثنائية خارقة، وصُوِّرت بحجم وقوة فيزيائية عظيمة. هذه الآلهة كانت تلبس ما يسمى «ميلام»(1)، وهي مادة غامضة مشعة ومنيرة التي «كانت تكسوهم وتخلع عليهم أبهة مهيبة». والميلام كان يرتديه الأبطال والملوك والعمالقة وحتى العفاريت. يوصف تأثير رؤية ميلام الإله على الإنسان على أنه «نِي»، وهي كلمة تعني «الخدران أو تشوش الحس». تحتوي كل من اللغتين السومرية والأكدية على العديد من الكلمات التي تعبر عن الإحساس المسمى «نِي»، بما في ذلك كلمة «بولوتو» والتي تعني «الرَّهبة». آلهة بلاد ما بين النهرين غالباً ما كانوا يُصوَّرون وهم يعتمرون خوذات بقرون، تتألف ممَّا يصل إلى سبعة أزواج مُتناظرة ومركبة بعضها فوق بعض بالترتيب وهي من قرون الثور. وكانت أزياؤهم تُصوَّر وهي مطرزة تطريزًا دقيقًا ومُتقنًا بالذهب والفضة.

خريطة توضح امتداد بلاد ما بين النهرين ومدنها الرئيسية نسبة إلى المعالم الحديثة

اعتقد سكان بلاد ما بين النهرين القدماء بأنَّ آلهتم تعيش في النعيم السماوي، على أنَّهم يرون أنَّ تمثال أو مُجسَّم الإله المادي هو التمثيل الرمزي للإله نفسه على الأرض. وعلى ذلك، فقد اقتضى الأمر أن يُعتنى بهذه النُّصُب وأن تلقى الاهتمام المستمر وأن تُعيَّن مجموعة من الكهنة للحفاظ عليها وصونها. وكان هؤلاء الكهنة يتمثلون شكل هذه التماثيل، ويُقيمون مأدُباتٍ أمامها؛ لكي تتمكن من «الأكل». وكان يُعتقد أن معبد الإله هو المكان الذي يقيم فيه الإله حرفيَّا. وكان لدى الآلهة مراكب، صنادل كبيرة الحجم، كانت تخزن عادة داخل معابدهم، واستخدمت لنقل تماثيلهم الدينية على طول الممرات المائية خلال المهرجانات الدينية [الإنجليزية] المختلفة. وكانوا يملكون، أيضًا، عجلات حربية، والتي كانت تُستخدم لنقل تماثيلهم الدينية عبر الأرض. أحيانًا، كانت تُنقل هذه التماثيل الدينية إلى ساحة المعركة؛ ليتمكن الإله من مشاهدة المعركة بوضوح تام. وكان يُعتقد أن الآلهة الكُبرى لمجمع آلهة بلاد ما بين النهرين تشارك في «مجلس الآلهة»، والتي من خلاله تتخذ الآلهة جميع قراراتها. حيث كان يُنظر إلى هذا المجلس الجماعي على أنه نظير إلهي للنظام التشريعي شبه الديمقراطي الذي كان موجودًا خلال سلالة أور الثالثة (حوالي 2112 ق.م - 2004 ق.م).
إنَّ مجمع آلهة بلاد ما بين النهرين الرئيسي تطور وتغير على مر العصور. وعمومًا، يمكن تقسيم تاريخ بلاد ما بين النهرين الديني إلى أربعة مراحل. خلال المرحلة الأولى، بدءًا من الألفية الرابعة قبل الميلاد، انصبَّت اهتمامات الآلهة بشكل أساسي على الاحتياجات الأساسية التي تضمن معيشة وبقاء الإنسان. وخلال المرحلة الثانية، والتي بدأت في الألفية الثالثة قبل الميلاد، أصبح التسلسل الهرمي الإلهي أكثر تنظيماً وبدأ الملوك المؤلهون في الانضمام إلى مجمع الآلهة. وفي خلال المرحلة الثالثة، في الألفية الثانية قبل الميلاد، أصبحت الآلهة التي يعبدها الفرد والآلهة المرتبطة بالجمهور أكثر انتشارًا. وخلال المرحلة الرابعة والأخيرة، في الألفية الأولى قبل الميلاد، أصبحت الآلهة مرتبطة ارتباطًا وثيقًا بإمبراطوريات وحكام بشريين محددين. وقد استحصلت أسماء أكثر من 3,000 إله نهرينيّ من النصوص المسمارية. معظم أسماء هؤلاء الآلهة كانت مدونة في قوائم مطولة صُنِّفت على يد كتبة بلاد ما بين النهرين القدماء. وإنَّ أطول هذه القوائم هو نص بعنوان «آن = أنوم»، وهو عمل منهجي بابلي يسرد أسماء أكثر من 2,000 إله. وقد نُظِر إلى هذه القوائم بشكل خاطئ أحيانًا وذلك حينما اعتُبرت أنها مجرد قوائم بأسماء الآلهة السومرية ونظيرتها الأكدية، بينما إنَّ القصد من وراء هذه القوائم كان لتقديم معلومات بخصوص العلاقات فيما بين الآلهة منفردة، ولتقديم تفسيرات مختصرة للوظائف التي تؤديها هذه الآلهة. وضمت القوائم، بالإضافة إلى قرناء وأبناء الآلهة، أسماء خدمهم أيضًا.
اِستُخدِمت مصطلحات مُتعددة لوصف مجموعات الآلهة. حيث وُثِّق المصطلح الجامع «آنونَّاكي» لأول مرة في عهد الملك «كوديا» (2144 - 2124 ق. م. تقريبًا) وسلالة أور الثالثة. يشير هذا المصطلح، عادةً، إلى آلهة السماء والأرض الرئيسية ذات القوى العظيمة، والذين يُعتقد أنَّهم «يقررون مصير البشرية». وقد وصفهم الملك كوديا بأنَّهم «لامَّا «الآلهة الوصيَّة، الحافظة» جميع البُلدان». وقد اعتبرت، عالمة الآشوريات «دِينا كاتز»، أنَّ استخدام مصطلح «آنونَّاكي» في الأدبيات الحديثة وفي سياقات محددة لتسمية آلهة العالم السفلي الأرضيَّة «الخثونية[./قائمة_آلهة_بلاد_ما_بين_النهرين#cite_note-34 [arabic-abajed 8]]»، لا يستند إلى أدلَّة تُؤيده بل لا أساس له، حيث أشارت إلى أنَّ هذا الرأي يعتمد كليًّا على أسطورة نزول إنانا إلى العالم السفلي والتي هي لا تتناقض مع التعريف التقليدي للآنونَّاكي ولا تُحددهم على أنَّهم آلهة العالم السفلي. إنَّ اعتبار مصطلح آنوناكي يُشير إلى آلهة العالم الآخر أو الأرضي «الخثونية» جاء من مصادر حوريَّة لا سومرية، حيث إنَّ المُصطلح استخدم في الديانة الحوريَّة لوصف فئة من الآلهة متميزة ترتبط بعالم ما تحت الأرض. جاء ذكر الآنوناكي بشكل رئيسي في النصوص الأدبية، ولم يُكتشف إلَّا القليل جدًا من الأدلة التي تدعم وجود أي عبادة بارزة لهم «بشكل جماعيّ»؛ لأنَّ كلَّ إلهٍ منهم يُعد عضوًا في جماعة الآنوناكي، وبالتالي، فلكلٍّ منهم عبادة خاصة به منفصلة عن الآخرين. وعلى نحو مماثل، فلم تُكتشف إلى الآن أي تمثيلات تُصور الآنوناكي على أنَّهم مجموعة واضحة المعالم، على الرغم من تحديد بعض الأوصاف المُتكررة الخاصة بالأعضاء المميزين. وهناك مصطلح جماعي آخر مشابه للآلهة هو «أجيجي» وثق لأول مرة في العصر البابلي القديم (حوالي 1830 قبل الميلاد - 1531 قبل الميلاد). ويبدو أن الاسم «أجيجي» قد استخدم في الأصل ليشير إلى «الآلهة العظيمة»، لكنه جاء لاحقًا للإشارة إلى جميع آلهة السماء بشكل شامل. وفي بعض الحالات، استخدام المصطلحين «آنوناكي» و«أجيجي» بشكل مترادف.

## الآلهة الكبرى
كتب صموئيل نوح كريمر في عام 1963 مُبيِّنًا أنَّ الآلهة الثلاثة الأكثر أهمية في بانثيون بلاد ما بين النهرين، على مدى جميع العهود، كانت الآلهة: آن، وإنليل، وإنكي. بيد أنَّ الأبحاث الحديثة أظهرت أنَّ تراتبية الجزء العلوي من مَجمَع الآلهة مرهون بالحقبة الزمنية والمكان. وقد أشارت قائمة آلهة فارا إلى أنَّه في بعض الأحيان كان يُنظر إلى إنليل وإنانا وإنكي على أنَّهم الآلهة الأعظم رِفعة. كما كانت إنانا أهم إلهة في أوروك وعدد من المراكز السياسية الأخرى في فترة أوروك. واعتبر الملك كوديا «ننهورساج»، وليس إنكي، ثالث أبرز وأهم إله. وقد حافظ مصدر بابلي قديم على تقليد كان يعتبر الإله نانا ملك أو قائد الآلهة، وأنَّ إنليل وإنكي ما هم إلَّا مستشارين عنده، وهي وجهة نظر من المرجح أنَّ كهنة في أور قد تبنوها، ثمَّ في حران. هناك اسم بابلي قديم يُشير إلى شمش على أنَّه «إنليلُ الآلهةِ»، الأمر الذي يشي بوجود اعتقاد مماثل مرتبط به مُتداول بين رجال الكهنوت خاصته أيضًا، وخلافًا لعقيدة تفوُّق إله القمر، والتي قبلها نبونيد، لم يلقَ هذا الاعتقاد في أي زمان أي دعم وتأييدٍ ملكي. أما في «زابان أو زبان»، وهي مدينة تقع في شمال شرق بابل، فكان الإله حدد أو هدد على رأسِ مَجْمَعِ الآلهة. وفي الألفية الأولى قبل الميلاد، أصبح مردوخ الإله الأعلى في بابل، وبعض المصادر المتأخرة أغفلت آنو وإنليل كليًا وتذكر أن «إيا» حاز على منصبه من مردوخ. في بعض النقوش البابلية الحديثة كان شأن نابو مساويا لشأن مردوخ. أما في آشور، فقد كان الإله آشور يُعتبر هو الإله الأعلى.
كان الرقم سبعة يحظى بأهميَّة لا نظير لها في علم كونيات بلاد ما بين النهرين القديم. في الدين السومري، كان يُطلق أحيانًا على أقوى الآلهة وأكثرها أهمية في البانثيون اسم «الآلهة السبعة التي تقضي أو آلهة القضاء السبعة»، وهم: آن وإنليل وإنكي وننهورساج ونانا وأوتو وإنانا. ارتبط العديد من الآلهة الرئيسية في الأساطير السومرية بأجرام سماوية محددة: كان يُعتقد أن إنانا هي كوكب الزهرة، وكان يُعتقد أن أوتو هو الشمس، ونانا هو القمر. كما يمكن أن ترتبط الآلهة الثانوية بالكواكب أيضًا، فعلى سبيل المثال كان يُطلق على المريخ أحيانًا اسم سايمت [الإنجليزية]، وكان ننزيانا إله فينوس متميزًا عن إنانا في بعض السياقات على الأقل.
| الاسم                                                                                               | الصورة أو الرمز | مراكز العبادة الرئيسية                                                            | الجرم السماوي         | التفاصيل |
| --------------------------------------------------------------------------------------------------- | --- | --------------------------------------------------------------------------------- | --------------------- | --- |
| آن، آنو، أنُّو                                                                                        | Cuneiform sign for "Anu" or "Heaven" | معبد إيأنَّا في أوروك                                                               | السماء الوسطى         | كان «آن» بالسومرية، والمعروف لاحقًا باسم «آنو، أنُّو» في الأكدية، هو الإلهُ الأعلى و«مُحَرِّكُ الخَلْق الأوَّل»، ويُجَسَّدُ بالسماء أو هي مظهره. عدده السري أو الرمزي هو «60»، الذي يُعد أكمل الأعداد في النظام الرياضي الستيني السومري. |
| إنليل نونامنير، إلِّيل                                                                                | Ancient Persian cylinder seal dating to between 550 and 330 BC, depicting an unidentified king wearing the horned crown, Enlil's primary symbol                    | معبد إيكور في نفَّر                                                                 | السماء الشمالية       | إنليل، وعرف لاحقاً باسم إلِّيل، هو إله الريح والهواء والأرض والعواصف وسيد الآلهة كلها. رأى السومريون إنليل وتصوره إلهًا خيِّرًا وأبويًا يرعى بني الإنسان ويحرص على رفاهِهم. عدده السري أو الرمزي هو «50». |
| إنكي نوديمود، نِنشِكُو، إيَا                                                                            | Detail of Enki from the Adda Seal, an ancient Akkadian cylinder seal dating to circa 2300 BC                                                                       | معبد أبزو في إريدو                                                                | السماء الجنوبية       | كان «إنكي»، والذي سمي لاحقاً «إِيَا»، ويُشار إليه أحيانًا باسم «نوديمود» و«نينشيكو أو نِنشِكو»، إلهَ محيط أو بحر المياه الجوفيَّة العذبة والذي كان أيضًا وثيق الصلة بالحكمة والسحر والتعازيم والفنون والحرف اليدوية. كان إمَّا ابن آن أو الإلهة نامو، فإن كان ابن آن فهو، إذًا، الشقيق التوأم للإله إشكور. وكانت زوجته هي الإلهة دمغلنونا (ننهورساج) وأبناؤه هم الإله مردوخ، وأسارولودو [الإنجليزية]، وإنبايلولو، والحكيم آدبا، والإلهة نانشي. كان سُكَّاله أو وزيره، هو «إيسمود»، الإله ذو الوجهين رسول إنكي. كان إنكي المُنعم الإلهي على البشرية بالخير، والذي أعانهم على النجاة من مهلكة الطوفان الكبير. وقد ورد في أسطورة «إنكي يُنظِّم العالم»، بإنَّه نظَّم «بالتفصيل كل معلمة من معالم العالم المتحضر». وفي أسطورة «إنانا وإنكي»، يوصف بأنه حامل المي المقدسة، وهي الألواح المتعلقة بجميع جوانب الحياة البشرية. وكان مرتبطًا بحجر اليشب. عدده السري أو الرمزي هو «٤٠»، وهو رقم له قداسته في الحياة والموت والنبوة والفصول. |
| مردوك، مروداك، مردوخ                                                                                | | بابل                                                                              | المُشتري               | مردوك «مردوخ» هو الإله القومي للبابليين. توازى التوسع في عبادته إلى حد كبير مع الصعود التاريخي لبابل، وبعد استيعاب العديد من الآلهة المحلية، بما في ذلك إله اسمه أسارولودو [الإنجليزية]، ارتفع مردوك في نهاية المطاف إلى مقام إنليل بصفته رئيس أو ملك الآلهة. وتذهب بعض المصادر المتأخرة إلى حد إسقاط إنليل وآنو بشكل كامل، وتقول أنَّ إيا تلقى منصبه من مردوك. وكانت زوجته هي الإلهة سربانيط أو صربنيتو. |
| آشور                                                                                                | A Neo-Assyrian "feather robed archer" figure, symbolizing Ashur | مدينة آشور                                                                        |                       | كان الإله القومي للآشوريين. اِقتُرِحَ أنَّه كان في الأصلِ الصورةَ أو الهيئةَ المؤلَّهةَ أو المُقدَّسةَ لمدينةِ آشور، أو رُبَّما المُرتفعَ الذي بُنِيتَ عليه. في بداية الأمر لم تكن تربطه أي صلة بآلهة أخرى، ولم يحظَ بأبوين ولا بشريك/ة أو أطفال. كانت الإلهة الوحيدة المرتبطة به، وإن كان ذلك بطريقة غير واضحة، هي شيروا. وأمَّا لاحقًا، فقد وُفِّقَ أو توحد مع إنليل، ونتيجة لذلك، اعتبرت نينليل بمثابة زوجته، وكل من نينورتا وزبابا بمثابة ابنيه. ربما كان في الأصل إلهًا محليًا مرتبطًا بمدينة آشور، ولكن مع نمو الإمبراطورية الآشورية، أُدخِلت عبادته إلى جنوب بلاد ما بين النهرين. ورد في النصوص الآشورية، أنَّ بعل هو لقب مدينة آشور، وليس مردوخ. |
| نابو                                                                                                | Statue of Nabu from his temple at Nimrud, on display at the British Museum                                                                                         | بورسيبا                                                                           | عطارد                 | نابو هو رب سومري بابلي قديم، وهو ابن مردوك. كان رب الحكمة والعقل والكِتَابَةِ والسِّجلَّات في بلاد ما بين النهرين. وهو المُتحكم بألواح القدر، ويُسجِّل المُحاكمات التي تقوم بها الآلهة. وزوجته هي الإلهة تشميتوم، وفي بعض الروايات نيسابا. كان يُصوَّر مع تنين وأيضًا مع أدوات النقش والنحت. وقد يكون مرتبطًا بكوكب عطارد. وقد أصبح فيما بعد مرتبطًا بالحكمة والزراعة. |
| نانَّا-سوين، نانَّا، إنزو، زوين، سوين، سين                                                              | Nanna-Suen depicted in a cylinder seal impression | إغيشغونغال في أور وآخر في حرَّان                                                    | القمر                 | نانَّا، إنزو أو زوين «رب الحكمة» باللغة السومرية، والذي غُيِّرَ لاحقًا إلى سوين وسين في الأكدية، هو إله القمر القديم في بلاد ما بين النهرين. كان ابن إنليل ونينليل، وكانت إحدى أبرز أساطيره هي رواية لكيفية حمله وكيف شق طريقه من العالم السفلي إلى نيبور. ظهر سين في نظام لاهوتيٍّ يرجع إلى الفترة البابلية القديمة كملك الآلهة بدلًا من إنليل. وظهر على شظيَّة محفوظة بأنَّ كلَّاً من إنليل وإنكي وننهورساج خدموا سين كمستشارين عنده، إلى جانب أطفاله أوتو وإنانا. ومن خلال أسمائه الشخصية وبعض النصوص المُختلفة عُرِفَت المناصب التي تولَّاها، وذهب البعض إلى أنَّه حمل الاسمين «أنوشيب وإنليلشيب»، وذهب ويلفريد ج. لامبرت إلى أن رجال الدين في أور وحرَّان اعتبروه الإله الأسمى. |
| أوتو، شمش                                                                                           | Representation of Shamash from the Tablet of Shamash (c. 888 – 855 BC), showing him sitting on his throne dispensing justice while clutching a rod-and-ring symbol | معبد «إبَبار» في سيبار ولارسا                                                      | الشمس                 | أوتو، والذي عُرف لاحقًا باسم شمش، هو إله الشمس القديم في بلاد ما بين النهرين، والذي كان يُقدَّس أيضًا باعتباره إله الحقيقة والعدالة والأخلاق. كان ابن نانا والشقيق التوأم لإنانا. كان يُعتقد أنَّ أوتو يرى كل الأشياء التي تحدث خلال النهار ويساعد البشر في المحنة. وإلى جانب إنانا، كان أوتو هو المُنْفِذ للعدالة الإلهية. |
| إنانا، عشتار                                                                                        | Babylonian terracotta relief of Ishtar from Eshnunna (early second millennium BC)                                                                                  | معبد «إيانا» في أوروك، ولها أيضًا معابد في كُلٍّ من نيبور ولجش وشوروباك وزابالا وأور. | الزهرة                | إنانا، التي عُرفت فيما بعد باسم عشتار، هي أعظم ربة/إلهة في البانثيون السومري في بلاد ما بين النهرين القديمة. كانت الإلهة السومرية للحب والحرب والنوازع الجنسيَّة والبغاء. كما تُسمَّى «نينسيانا» باعتبارها تشخيصًا إلهيَّاً لكوكب الزهرة، ونجمة الصباح والمساء. إنَّ الرويات التي تُشير إلى نسبها مُتفاوتة، ففي مُعظم الأساطير، تُقدم عادة بوصفها ابنةَ نانا ونينغال، ولكن، في قصص أُخرى، فهي ابنةُ إنكي أو آن بالتوازي مع أُمٍّ غير معروفة. كان عند السومريين أساطير عنها تفوق أساطير أي إله آخر. تدور العديد من هذه الأساطير حول سعي إنانا لاِغتصاب ما يقع تحت يد الآلهة الأخرى. فمن أشهر أساطيرها هي قصة هبوطها إلى العالم السفلي، حيث حاولت فيها غزو العالم السفلي، وهو مجال أختها الكبرى إرشكيجال، ولكنّ قضاة العالم السفلي السبعة صرعوها. وتدخُّل إنكي هو الوحيد الذي أعادها إلى الحياة الأمر الذي يُجبر زوجها تموز ليحل محلها في العالم السفلي. وظيفتها هي إنفاذ العدالة الإلهية جنبًا إلى جنب مع شقيقها أوتو. |
| نينهورساغ، نينحورساج، كي، نينهور ساغا، دينجير ماه، نينماه                                           | Akkadian cylinder seal impression depicting a vegetation goddess, possibly Ninhursag, sitting on a throne surrounded by worshippers (circa 2350-2150 BC)           | معبد «إي ماه» في أدب، كش                                                          |                       | نينهورساغ أي «سيِّدة التِّلال السَّفحيَّة»، وتُعرف بأسماء أخرى وهي كي «الأرض»، دينجير ماه «الإلهة الجليلة»، نينماه «السيدة الجليلة»، نينتور «سيدة كوخ الولادة» وأرورو «التي تخرج الطفل من الرحم»، وماري «العذراء»، ونينتو «سيدة الأنفاس». واسمها الأكدي هو بيليتيل «سيدة الآلهة». ومن ألقابها المشهورة «أم الآلهة وأم كل الأطفال». هي «ملكة الجبال» الرَّبة الأرض والإلهة الأم في بلاد ما بين النهرين، ربة الخصب التي خلقت كُلَّ الخُضرة. كانت وظائفها الأساسية مرتبطة بالولادة والخلق. شكَّلت هي وآن وإنليل في الألف الثالث مثلث القوى الكونيَّة الحاكمة. كانت وصية على الحكام السومريين، الذين يُلقبون بـ«أبناء نينحورساج». وهي تضمن الخصب للحقول، وقد عاشت مع زوجها الرب الأعلى إنكي في دلمون. ويظهر زوج آخر لها كإله للعالم السفلي هو «شولبي». من الممكن أن يكون شعارها رمزًا مشابهًا للحرف اليوناني أوميغا. |
| نينورتا، نينجيرسو                                                                                   | Ninurta shown in a palace relief from Nineveh | معبد «إي شو مي شا» في نيبور وجيرسو ولجش ولاحقًا في كالح في آشور                    | زُحل                   | نينورتا، المعروف أيضًا باسم نينجيرسو، كان إلهًا مُحاربًا من بلاد ما بين النهرين والذي كان يُعبد في سومر منذ العصور القديمة. لقد كان بطل الآلهة ضد الطائر الرَّعاد آنزو بعد أن سرق لوح الأقدار من والده إنليل، وفي أسطورة أشير إليها في العديد من الأعمال ولكن لم تُحفَظ بالكامل، قام نينورتا بقتل مجموعة من المحاربين المعروفين باسم «الأبطال المقتولين». كان نينورتا أيضًا إلهًا زراعيًا وراعي المُزارعين. في القصيدة الملحمية لوغال إي، يقتل الشيطان عسق ويستخدم الحجارة لشق مساري نهري دجلة والفرات لجعلهما مفيدان للري. كان رمزاه الرئيسيان طائرًا جاثمًا ومحراثًا. |
| نرغال أو نيرغال أو نرجال أو نيرجال أو نركال                                                         | Ancient Parthian carving of the god Nergal from Hatra, dating to the first or second century AD                                                                    | معبد «مِسلم أو إمسلم» في كوثه ومشكان شابير                                         | المريخ                | نرغال «رب المدينة العظيمة»، ويُسمَّى أيضًا: مسلمتايا «الواحد المُنبعث من شجرة الميسو وافرة النماء»، وإيرا «الأرض المحروقة»، وشلامثيا، ومسلمتئيا ولوكال جيرا ولوكال جودوا ولوكال أبياك، ويُلقب بملك كوتا (أو الكوت أو كاثو) وأبياك وهما مدينتا عبادته الرئيسيتان، وميسلام تاي. هو ابن إنليل أو بعل والإلهة نينليل، وعند الأكديين ابن الإلهة «بلت إيلي». وهو زوج إلهة العالم السفلي إريشكيجال، و«لا-أصو» أي (لامفر) الأكدية، وماميتو. يُعتبر نركال إلهًا سومريَّا بابليَّا قديمًا يحكم هو وزوجته العالم السفلي. وهو إله الشر والجالب للحرب والطاعون والحمى والدمار، ويمكن أن يقدم الضوء والدفء للناس بالنار أو يسبب الحرائق والمصائب. وقد تماهى مع إله النار «جيبيل». ويُذكر أنَّه إله للطب، وعند الأكديين هو إله للجحيم. ويُصور كإله مُحارب سلاحه الأوبئة وهو المُسبب في حرق المحاصيل الزراعية. ويقود نرجال مجموعة من الأرواح الشريرة في العالم السفلي، وهم سبعة عفاريت تُسمى «سبيتو». يظهر نرغال على ختم أسطواني بابلي وهو يحمل مِنجلًا وصولجانًا (وسيفًا أو هراوة) لهما رأس أسد ويطأ بقدميه جثة أحد الأعداء فوق جبل. ويُرمز إليه بأسد مُجنَّح. |
| دوموزيد تموز                                                                                        | Ancient Sumerian cylinder seal impression showing Dumuzid being tortured in the Underworld by the galla demons                                                     | باد تيبيرا وكوارا.                                                                |                       | دوموزيد، وعرف لاحقًا بالاسم المُحرَّف «تموز»، هو إله الرُّعاة، وزوجته الرئيسيَّة هي الإلهة إنانا. وشقيقته هي الإلهة غشتينانا. وبالإضافة إلى كونه إله الرعاة، أعتبر دوموزيد أيضًا إله الزراعة ونمو النباتات. لقد قرن سكان بلاد ما بين النهرين القدماء دوموزيد بفصل الربيع وبخصوبة الأرض ووفرتها، وأثناء فصل الصيف كان يُعتقد أن دوموزيد «يموت»؛ بسبب توقف خصوبة الأرض. وخلال شهر تموز في وسط الصيف كان الناس يبكون على موته. ذُكرت قصص كثيرة في بلاد ما بين النهرين مرتبطة بموته في فصل الصيف. |
| إرشكيجال                                                                                            | The "Burney Relief," which is believed to represent either Ereshkigal or her younger sister Ishtar (c. 19th or 18th century BC)                                    | كوثى                                                                              | كوكبة الشجاع          | إرشكيجال هي ملكة العالم السفلي في بلاد ما بين النهرين. عاشت في قصر كان يسمى غنزير. في الروايات المُبكرة ذكر أن زوجها هو جوجالانا، شخصيته غير محددة، ولكن فيما بعد وضع الإله الشمالي نرغال في هذا الدور. وحارس بوابتها كان الإله نتي ورسولها كان الإله نمتار. في قصيدة نزول إنانا إلى العالم السفلي، توصف إرشكيجال بأنها «أخت إنانا الكبرى». يُذكر في قائمة الآلهة المسماة أن-أنوم، بأنها تفتح القسم المخصص لآلهة العالم السفلي. |
| غولا ونينيسينا ونينتيناغا ونينكاراك (ميمي)                                                          | | معبد إي غال ماه في إيسن وغيرها من المعابد في نيبور وبورسيبا وآشور، سيبار، أمة     |                       | إنَّ إلهات الشفاء كُنَّ يشغلنَ مكانًا بارزًا في مجمع آلهة بلاد ما بين النهرين، حيث يُعتبرن الراعي الإلهي للأطباء أو المعالجين والقائمين بأعمال المداواة والطب. وهناك عدد من هذه الإلهات: - نينتيناغا «السيدة التي تبعث الموتى» عُبِدَتْ في معبد نينليل في نيبور. - نينيسينا بالإضافة إلى دورها الأساسي كانت أيضًا إلهة إيسن. - نينكاراك على الأرجح أنَّها من أصل أكديٍّ، وليس سومريًّا، عُبدت في سيبار. - غولا «العظيمة أو الكبيرة» ربما في البداية هو لقب لها وليس إشارة إلى إلهة ملحوظة. وأصبحت غولا في نهاية المطاف إلهة الشفاء المُتفوِّقة، وبعض إلهاء الشفاء الأخريات كُنَّ يتوافقن معها أحيانًا، على الرغم من أنَّ قائمة الآلهة «أن-أنوم» تضع لكلٍّ من نينكاراك ونينتيناغا دورًا خاصًّا بهما ومجالًا منفصلًا. وارتبطت الكلاب بالعديد من إلهات الشفاء، وكانت غولا على وجه الخصوص غالبًا ما تظهر في الفن مع كلب يجلس إلى جانبها. |
| باو، بابا                                                                                           | | لكش، كيش                                                                          |                       | كانت «باو» إلهة مدينة لكش البارزة، وكان بعض ملوك المدينة يعتبرونها أمهم الإلهية. وهي إلهة الطب والزراعة. وقد تحصلت على دور إلهة الشفاء في مرحلة ما من تاريخها وذلك خلافًا لإلهات الشفاء الأخريات. كانت ابنة «أنو» وزوجة نينورتا، وبرزت في الألفية الثالثة قبل الميلاد في مدينة لكش. وقام الملك كوديا بإعلاءِ مَقامِ «باو» ليُضارع مقام نينجيرسو، ودعاها بـ«الملكة التي تقرر المصير في جيرسو». وهذا ما جعلها الإلهة الأعلى مَقامًا في البانثيون المحلي في لكش، وتفوقت على مقام نانشي. وخلال فترة حكم الأسرة الثالثة في أور، كانت ثاني أبرز «زوجة إلهية» بعد نينليل، وتشير بعض المصادر (من نيبور) إلى أنها تعالت فوق مقام نينجيرسو. وبينما بدأت عبادتها تنحسر في لكش بالتزمن مع أفول نجم المدينة نفسها، راحت عبادتها تبرز في كيش في شمال بابل حيث وصلت إليها في العصر البابلي القديم. وأصبح الإله زبابا زوجًا لها بعد أن صار إله لكش الرئيسي. وقد ظلت إلهة رئيسية لتلك المدينة إلى فترة متأخر من العصر البابلي الحديث. |
| إيشكور، آداد أو هدد أو حدد                                                                          | Assyrian soldiers of Ashurbanipal carrying a statue of Adad | كاركار، آشور، كاربا-إيل                                                           |                       | إيشكور، وعُرف لاحقًا باسم آداد أو هدد أو حدد (يأتي اسمه من الجذر «هدَّ أو حدَّ» بمعنى أن يُرعِد)، كان إله العواصف والمطر في بلاد ما بين النهرين. وكان، في شمال بلاد ما بين النهرين، حيث كانت الزراعة تعتمد بشكل كبير على هطول الأمطار، من بين أبرز الآلهة، وحتى في الجنوب كان يصنف بين «الآلهة العظيمة». وقد ورد في قوائم الإله أنَّ مكانته ومنصبه يُضارعان مكانة ومنصب كلّ من الآلهة سين، وشمش، وعشتار. أُثبت بإنَّ إيشكور كان إله كاركار خلال فترة أوروك، ولكن الأدلة مثل الأسماء الثيوفورية تشير إلى أن شعبية إله الطقس نمت فقط في فترات لاحقة تحت الاسم الأكدي. ولقد برهنت المصادر المُبكِّرة التي تعود لمدينة إبلا على أنَّ اسم «هدد» هو اسم يعود لإله الطقس. بدأ هذان الإلهان في التوحد في بلاد ما بين النهرين في فترة الملك سرجون، ويبدو أنه كان من المستحيل بالفعل العثور على تمييز واضح بينهما في فترة أور الثالثة. وبينما كانت النصوص الشمالية تُشدد على الطابع الخيري لإله الطقس باعتباره مصدرًا أو جالبًا للمطر، فقد ارتبط غالبًا في الجنوب بظواهر الطقس المُهلكة، بما في ذلك العواصف الترابية، إلَّا أنه وعلى الرغم من ذلك كان يُنسب إليه الفضل في جعل نمو النبات ممكنًا في المناطق التي لم تُروَ. يُنظَرُ إلى إيشكور على أنَّه ابن آن، وأشير إليه بطريقة أقل شيوعًا إلى أنَّه ابن إنليل أيضًا. وإنَّ زوجه هي الإلهة شالا، بينما كان وزيره هو «نيمغير» ويعني «لمعان، برق»، البرق المؤله. وبالإضافة إلى كونه إلهًا للطقس، كان هدد أيضًا إلهًا للقانون ووصيًا على القسم، وكذلك إلهًا للعِرافة (هاروسبكس). وفي هذه الأدوار ارتبط بشمش. في زابَّان، وهي مدينة تقع في شمال شرق بابل، كان يُنظر إليه على أنه رئيس مجمع الآلهة المحلي. وفي المصادر الآشورية ذكر أنَّه كان على صلة وثيقة بحملات الملوك العسكرية. وكان يُنظر إلى كاربا-إيل على الحدود الشمالية للإمبراطورية على أنها أبرز مركز عبادة له في العصر الآشوري الجديد. جاء في قوائم الإله، أنَّ آلهة الطقس الأجنبية مثل تيشوب [الإنجليزية] الحوري (أدد سوبارتو)، وبورياس الكيشي [الإنجليزية] أو بعل الأوغاريتي، كانت تعتبر مكافئة له. |
| عشتاران                                                                                             | | مدينة دير                                                                         |                       | كان إلهًا مشهورًا، ووصيًا على دولة مدينة دير السومرية. زوجته الإلهة «سارات دير» ويعني «ملكة ديري»، أو مانزات [الإنجليزية]«إلهة قوس قزح». ووزيره نيراه [الإنجليزية]، الإله الأفعى. ويُعدُّ قاضٍ إلهيًا. وذُكِرَ أنَّ الملوكَ يتابعونه في عدله. وذكره نصٌ من حقبة الأسرات المُبكرة أنَّه طُلِبَ ليقضي في نزاعٍ حدودي نشب بين مدينتي لكش وأوما. وقد أقام الملك كوديا ضريحًا له في معبد جيرسو، ووصفه بأنه «إله القضاء». مُثِّلَ كأفعى على حجر كودورو، إما هو أو نيراه. ونصفه السفلي صور على شكل ثعبان. ويُعدُّ عشتاران في أحد طقوس معبد إيكور «إلهًا مُحتضرًا» ويُساوى بتموز. وذكرت صفة الاحتضار في نص متأخر من آشور أيضًا. وخلال الفترة البابلية الوسطى أخذت عبادته بالتراجع، لكن اسمه ظهر في وثائق منح الأراضي الآشورية. ومع ذلك، استمر تبجيله لفترات لاحقة في دير أيضًا. |
| نانايا                                                                                              | Babylonian kudurru showing Nanaya | أوروك وكيش                                                                        | كوكبة الإكليل الشمالي | نانايا هي إلهة الحب (والحب الشبقي والشهوي). وعادة ما كانت تُذكر في الرُّقى والتعاويذ المتعلقة بهذا الموضوع. وكانت عبادتها شائعة في بلاد عديدة، ولطالما أشير إليها في السجلات بانتظام. وهي مرتبطة بالشفاعة واعتبرت «سيدة اللامَّات»، وهنَّ إلهات حمايةٍ تتشفَّع للبشر. ولقد تشاركت هذه الوظائف مع نينشوبور. وكانت وثيقة الصلة بإينانا/عشتار، ولكنها ليست مُتماهية معها حيث غالبًا ما تُذكران في نفس النصوص. ففي لارسا إينانا، اتخذت نانايا ونينسيانا دورًا مُمَيِّزًا لهما، بينما في قوائم الإله تظهر نانايا بين حاشية إينانا، وعادة ما تتبع دوموزي ونينشوبور. أمَّا في المصادر اللاحقة، فتظهر نانايا وعشتار أحيانًا كإلهتين مُتساويتي المقام. وفي أوروك البابلية الجديدة كانت واحدة من أهم الآلهة، واحتفظت بهذه المكانة تحت الحكم الفارسي أيضًا. وهناك أدلة على استمرار عبادتها في العصر السلوقي والبارثي أيضًا، حتى 45 م. |
| نانشي أو نانشة                                                                                      | | مدينة نينا (سرغل) جنوب شرقي لجش                                                   |                       | كانت نانشي إلهة مُرتبطة بدولة مدينة لجش. وقد تزامن انحسار عبادتها مع هبوط مكانة لجش السياسية. إنها ابنة إنكي وأخت نينورتا. تُدعى «مُفسرة الأحلام»، وترتبط بالكهانة. وهي راعية العدالة الإجتماعية، وإلهة المياه والخصب، والسمك وصيد الأسماك والطيور المائية. وقد أحيت سلالة القطر البحري (أو واصلت) عبادتها وأداء طقوسها، مما جعلها إلهة الوصاية الملكية. ورمزها هو وعاء ماء فيه سمكة، إشارة للحمل في الرحم. زوجها هو نيندار جابي البحر. وكان الأمير كوديا يؤمن بها ويقدسها ويعتبرها أمه. |
| نينازو أو ننازو، بالسومرية يعني «السيد الطبيب، والعارف بالماء أو سيد العارفين بالماء، وسيد الأطباء» | | معبد الإيجيدا (أي «البيت المستطيل») في مدينة أشنونا (تل أسمر)، ومدينة أينجر.      |                       | يُنظر إلى ننازو على أنَّه ابن الإلهة أريشكيجال ونركال، والابن غير الشرعي لإنليل ونينليل. وكان والد ننكشزيدا. وكان رب التعاويذ السحرية عند البابليين. يرتبط بالعالم السفلي، وإنه إله الشفاء والاغتسال هناك. وهو سيد الماء، ومن آلهة الشفاء، وإله الطب، ورمزه هو الأفعى. وزوجته هي ننغيردا أو ننكيري ننسوتو. ولكونه من آلهة العالم الأسفل، فإنَّ الاضطراب العقلي والشر والجنون والمرض يرتبط به من بين آلهة وإلهات آخرين. وكان ننازو أيضًا إلهًا محاربًا يشبه نينورتا، وهو «ملك الأفاعي». وكان موشوسو، الوحش الهجين، بهيمة ننازو المقدسة. وكانت عبادته منتشرة في منطقة ديالى حتى سلالة أور الثالثة، وحل محله فيما بعد الإله (تشباك). |
| نينليل                                                                                              | | نفر، آشور، كيش، هورساكالاما                                                       |                       | نينليل هي زوجة إنليل. ولم تكن مرتبطة بأي مدينة، وكانت تعلب دور القرينة لزوجها فحسب، ولذلك فقد تكون إلهة مبتدعة لتكون المُعادل الأنثوي له. ولم تكن قوتها بأدنى من قوة إنليل، وتقول في قصيدة لها ترجع إلى فترة أور الثالثة: «وبما إنَّ إنليل سيدك، فأنا كذلك سيدتك!». ويُعتقد أنها تتحكم بالمصائر مثل زوجها، وكان الملوك يعتبرونهما مصدرًا للسلطة الملكية. وكان اسمها «سود Sud» قبل زواجها من إنليل، وسود هذه هي الإلهة الوصية على شوروباك، وهي ونينليل واحد. ومع ذلك، كانت سود في الأصل إلهة مستقلة وكانت قريبة في شخصيتها من سوداج، وهو اسم بديل لزوجة شمش. |
| ننشوبر                                                                                              | Ninshubur depicted in a cylinder seal impression (c. 2334-2154 BC)                                                                                                 | مدينة «أكِّيل Akkil»، إذ عُبِدَت وإنانَّا لأنَّها «سوكالها».                               | كوكبة الجبار          | إنَّ عُلماء الآشوريات عدُّوا ننشوبر السوكال المحظيَّة بالتبجيل طُرًّا. والسوكال -أي الوزير- هو كائن إلهيٌّ يُوكل إليه معاونة أحد الآلهة الأعلى منه مقامًا. ولمَّا كانت ننشوبر سوكالًا، فقد خدمت الإلهة إنانَّا. وقد أشارت عدة نصوصٍ إلى إنَّهما كانتا أثيرتين لبعضهما البعض، حتَّى إنَّ أحد النصوص دعا ننشوبر بالـ«الوزيرة العزيزة»، وبذلك فقد أُثرت على أقارب سيدتها إلَّا دموزي زوج إنانَّا. وكان شأنُها على الدَّوامِ مُمتازًا بين أفرادِ حاشية مولاتها إنانَّا حيث وُجِدَ ذلك مُبيَّنًا في مُدونات أو سجلَّات الإله. غيرَ أنَّ هناك إله آخر محظيٌّ بالتبجيل عُمومًا يتلوها عادةً، وهو الإله «نانايا». ووُصِفت أيضًا باقتدارها على أنَّ تُهدِّئ وتُرضي إنانَّا، وأنَّ لها ولاءً خالصًا لا يتزعزع نحوها. وذُكر في أسطورة إنانا وإنكي بانَّ ننشوبر حالت بين مولاتها وبين الوحوش التي بعثها إنكي لأسر إنانَّا فخلَّصتها. وورد في أسطورة نزول إنانا إلى العالم السفلي، أنَّ ننشوبر جعلت تناشد الآلهة إنليل ونانا وأخيراً إنكي بمحاولة لإقناعهم بإنقاذ إنانا من العالم السفلي. وكان يُنظر إليها على أنها مستشارة حكيمة لأسيادها الإلهيين ومَن تخدم من حكام البشر على حد سواء. وبالإضافة إلى كونها سوكال إنانا، فقد خدمت أيضًا الإله أنو والمَجمَع الإلهي كذلك. وفي الأساطير الأكدية اللاحقة، وحِّدت ننشوبر مع الإلهين الرسولين إيلابرات وبابسوكيل، إلَّأ أنَّ هذه العملية لم تكتمل حتى العصر السلوقي. وكانت ننشوبر تحظى بشعبية في مجال الدين الشخصي، على سبيل المثال، كإله وصيٍّ لعائلة معينة، وذلك بسبب الاعتقاد بأنها يمكن أن تتوسط بين البشر والآلهة الأعلى مقامًا. |
| نيدابا أو نيسابا أو نيصابا                                                                          | | إريش، ولاحقًا، نفر                                                                 |                       | هي إلهة سومرية للحبوب والزراعة. وابتداءً من عصر فجر السلالات المبكرة أصبحت إلهة التدوين، والمُحاسبة، وما يتعلق بالكتابة من مهارات وفنون. كانت تُعبد في مدينة إريش. وكانت هذه المدينة بارزة حتَّى أفل نجمها ولم تعد تُذكر في المدونات من عصرالملك شولجي. لقد عُثر على نصوص متفرقة تذكر نيسابا في أقصى الغرب كما في إبلا وأوغاريت أيضًا، وجرى توثيقها. غير أنَّه ليس مؤكدًا أين حظيت نيسابا بالتقديس أكثر: أ في الغرب أم في مملكة ماري. وهي والدة الإلهة سود، التي دمجت مع نينليل زوجة إنليل، ونتيجة لذلك كانت نيسابا تعتبر حماته. وبينما نجد أنَّ أثَرًا أقل شيوعًا حددها على أنَّها ابنة إنليل، إلَّا أنَّها كانت تعتبر بالعادة ابنة لأوراش. أمَّا في أدب الألفية الأولى قبل الميلاد، فقد اعتبر أنو أو إيا والدها. كان زوجها هو المعبود هايا. هناك أدلة قليلة على وجود معابد وكهنوت لنيسابا (في نيبور كانت تعبد في معبد ابنتها نينليل)، غير أنَّ النصوص الأدبية عادة ما كانت تنتهي بـ«المديح لنيسابا!» أو غيرها من الدعوات لها. ومن المحتمل أن يكون مصطلح «بيت حكمة نيسابا» المذكور في العديد من النصوص مصطلحا عامًا للمؤسسات المرتبطة بالكتابة. بعد الفترة البابلية القديمة، أخذت أهمية نيسابا بالتضاؤل (خاصة خارج الدوائر الكتابية)، غير أنَّ الشواهد في وقت متأخر من عهد الملك نبوبولاسر كانت تشير إليها. |
| زبابا                                                                                               | | كيش                                                                               |                       | كان زبابا إله الحرب، والإله الوصي على لجش. وكان معبده الرئيسي هو «إي ميت أرسَج». وأقرب أثر يذكره جاء من فترة الأسرات المبكرة. وكان زبابا، في عهد الملوك البابليين القدامى مثل حمورابي، هو إله الحرب الأساسي وليس نينورتا. وكان يُنظر إليه في البداية على أنه ابن إنليل، ولكنَّ سنحاريب أطلق عليه اسم ابن آشور كبديلٍ لذلك. وفي البداية كانت زوجته عشتار من كيش (وهي ليست عشتار أوروك)، ولكن بعد الفترة البابلية القديمة لعبت الإله «باو» هذا الدور، وظلت تُبجَّل وتُعظم بصورة مستقلة عنه. جاء في بعض النصوص أنَّ زبابا استخدم الأسلحة المرتبطة عادة بنينورتا وقاتل بها أعداءه الأسطوريين، وفي بعض الأحيان كان يُقال له «نيرغال من كيش»، ولكنَّ جميع هذه الآلهة الثلاثة كانت تعتبر مُتباينة عن بعضها البعض. ودُعِيَ في إحدى قوائم الآلهة بـ«مردوخ المعركة». وكان رمزه الأساسي عبارة عن صولجان برأس نسر. وكان سوكاله هو بابسوكيل. |

## الكائنات البِدْئيَّة
كان للحضارات المتباينة على مدار تاريخ بلاد ما بين النهرين العديد من أساطير الخلق المختلفة. ومن أقدم روايات الخلق، هي سرديات بسيطة مكتوبة باللغة السومرية يعود تاريخها إلى أواخر الألفية الثالثة قبل الميلاد. وغالبًا ما تكون هذه الروايات المُوجزة بمثابة التمهيد، حيث توضع في بداية المؤلفات الأسطورية المُفصَّلة التي تتناول مواضيع أخرى، مثل: أسطورة إنانا وشجرة هولوبو، وأسطورة خلق المعول أو الفأس، وأسطورة إنكي ونينماه. أمَّا الروايات اللاحقة، فهي أكثر تفصيلا من سابقاتها، حيث إنها تُضيف أجيالا متعددة من الآلهة والكائنات البدئية. ومن أطول وأشهر هذه الروايات هي الملحمة البابلية «إينوما إيليش»، أو ملحمة الخلق، والتي كُتبت على سبعة ألواح فخارية. إنَّ النسخة الناجية من ملحمة الخلق لا يمكن أن تكون قد كتبت قبل أواخر الألفية الثانية قبل الميلاد، إلَّا أنَّها تعتمد بشكل كبير على المواد السابقة عليها، بما في ذلك العديد من الأعمال المكتوبة خلال الفترات الأكدية والبابلية القديمة والكيشية في أوائل الألفية الثانية قبل الميلاد.
إنَّ هذه الفئة من الكائنات البدئية الشائعة في التعاويذ والتمائم السحرية والرقى هي من نسل السلفين الإلهيين إنليل، وأقل شيوعًا، آنو. وكان السبب في إرجاع النسب الدقيق لهذه السلالة من الكائنات إلى الآلهة الرئيسية هو لتجنب الآثار المترتبة على سفاح القربى الإلهي. ولقد اعتبر سكان بلاد ما بين النهرين أنَّ الشخصيات التي تظهر في الثيوغونيات (أنساب الآلهة) قديمة ولم تعد فاعلة (على عكس الآلهة المألوفة أو الرئيسية).
| الاسم                                     | الصورة | التفاصيل |
| ----------------------------------------- | ------ | --- |
| أبزو أو أبسو                              |        | في ملحمة الخلق، إينوما إيليش، هو الهيولى أو اللاتعين أو اللا تحدد البدئي، وهو زوج الإلهة تيامات التي قتلها مردوخ. قتله الإله إنكي (إيا). ويجسد أبزو مياه المُحيط العذبة البدئية تحت الأرض وفي أعماقها. |
| ألالو [الإنجليزية] وبيليلي [الإنجليزية]   |        | ألالو أو ألالا كائن بدئي قديم، وهو سلف الإله آنو، وبيليلي -إلهة الأشجار- هي الأخرى سلف له. وقد أدرجا بهذا الاعتبار في قوائم الإله. وقد ضمت كل من الديانة الحورية والحيثية الكائن الالا في نظام أساطيرها تحت اسم ألالو. واسم بيليلي يشير أيضًا إلى أخت لتموز. واقتُرح أنها وألالو واحد، لكن هذا الرأي أصبح مرفوضًا عالميًا. |
| أنشار وكيشار                              |        | يُذكر في الأساطير أنَّهما زوجان بِدْْئيَّانِ؛ أنشار هو الذكر، وكيشار هي الأنثى. ووفقًا للإينوما إيليش، فإنَّهما الزوج الثاني من ذرية أبزو وتيامات، وهما والدا الإله الأعلى آن. وقد جرت في الفترة الآشورية الجديدة إعادة صياغة جزئية للإينوما إيليش في محاولة لتوحيد وظائف كل من مردوخ وأنشار، ولكنَّ ويلفريد ج. لامبرت وصف المحاولة بأنَّها سطحيَّة لأنَّها أخلَّت بنظام حبكة الأسطورة عندما نسبت دور مردوخ إلى جده الأكبر دون أن تعمد إلى إصلاح هذا الخلل في بنية الرواية. وقد وُصف أنشار في مصادر متأخرة بأنَّه من الغزاة، ووضع في مصاف الخصوم الأسطوريين. وذُكر في نص مجزأ من العصر السلوقي أو البارثي، أنه هزم على يد إنكي وإلهة غير معروفة يقال لها نيناماكالا. |
| دوري وداري                                |        | دوري وداري هما من أسلاف الإله آنو، ومعنى اسميهما في الأكدية يعني (الديمومة، الأبدية أو اللا نهاية). وهما يُمثِّلان اللا نهاية بوصفها القوة المُحركة للخلق. ومن المحتمل أنهما تطورا كشكل مجسد لاعتقاد كوني موجود مسبقا. غير أنَّ هناك نص واحد يعرفهم على أنهم أسلاف لإنليل. وكان أول ظهور لهما في تعويذة من عهد سامسو إيلونا من الفترة البابلية القديمة. |
| إنكي ونينكي                               |        | إنكي ونينكي هما كائنان بِدْئيَّان، ويعتبران الجيل الأوَّل من أسلاف إنليل. الإلهة نينكي هي سيدة الأرض وربة المياه وزوجة الإله إنكي سيد الأرض. وهنا، يجب أن لا يُخلط بين إنكي سيد الأرض، وبين الإله إنكي/إيا، والذي هو شخصية لا صلة لها بإنكي سيد الأرض. وهناك العديد من أزواج من الآلهة تبدأ أسماؤهم بـ(إن - ونين) وهم أيضًا من أسلاف إنليل. وإنكي المعني هنا اسمه يعني (سيد الأرض). |
| إنمهً شرَّا أو إنمسارا أو إنميسارا أو إنمشر. |        | هو إله من آلهة العالم السفلي، واسمه بالسومرية يعني «سيد القوى الإلهية كلها». ويُمثل القانون في ديانة بلاد ما بين النهرين. زوجته هي نينميسارا واسمها يعني «سيدة كل البشر». ويعتبر وزوجته أسلاف الإلهين آن وإنليل. واعتبر بإنه إما والد إنليل أو عمه. ووصف في أحد التعويذات بأنه الذي منح آن وإنليل الصولجان والسيادة. وهو سيد (المي) كلها، وهي القوى التي قامت عليها الحضارة والمجتمع، وجملة الوظائف المرتبطة بالطقوس والعادات والأعراف. وكان رمزه هو الـ(suššuru)، وهو نوع من الحماميات. ولديه سبعة أولاد. وفي أسطورة متأخرة وصف بأنه عدو لمردوخ.                                                                                           |
| لوغال دوكوغا                              |        | يُذكرُ، في بعض التراثات، بأنَّ لوغال دوكوغا هو والد إنليل، غير أنَّه في بعض الأحيان يوصوف بأنه جده. ومثل إنميسارا كان ينظر إليه على أنه شخصية ثيوغونية مهزومة، وأحيانا كان الاثنان متساويين. وقد يكون مشابها لإندوكوغا، وهو سلف آخر لإنليل ذُكر في قوائم الإله. |
| نامو                                      |        | نامو هي إلهة بدائية، بعض التقاليد السومرية ذكرت بأنها ولدت كل من أنو وكي. وذكرت أيضاً بكونها والدة إنكي. ذكر بكونها الإلهة الأم. استخدم اسمها مع إنكور وثم أبزو لذلك تم تصورها في الأصل على أنها تجسيد للمياه البدئية الجوفية. |
| تيامات                                    |        | في قصة الخلق البابلية، إينوما إيليش، ذُكر أنه أثناء انفصال السماء عن الأرض، كانت تيامات وأبزو الوحيدين الموجودين بعد علاقتهم ولدت تيامات الجيل الأول من الآلهة. قام إيا في وقت لاحق بقتل أبزو، ولأجل الإنتقام لموته، ولدت تيامات 11 وحشًا مع زوجها الجديد كينغو. ثم قام مردوخ ابن إنكي بقتلها. وخلال فصل جسدها خلق السماء والأرض في النسخة الآشورية من القصة ذكرت بأن آشور هو من قام بقتلها. تيامات كانت تجسيداً للمياه البدئية. |

## الآلهة الصغرى
| الاسم                             | الصورة | مركز العبادة الرئيسي                              | التفاصيل |
| --------------------------------- | --- | ------------------------------------------------- | --- |
| ألاموش [الإنجليزية]               | | عبد مع نانا في أور كسوكاله                        | هو وزير الإله نانا. وكان قلَّما يردُ ذكره في النُّصوصِ الأدبيَّةِ المُتداولة. ويُظنُّ أنَّه قد يكون ذُكِرَ في جُزءٍ من أسطورة تصفُ رحلةً خاضها نانا، حيث وُصف بأنَّه «مُلائم للعدل مثل أوتو». |
| أما آرهوس أو أروس [الإنجليزية]    | | أوروك                                             | ويُقال لها أيضًا («نِن-أما-أرهوس» ويعني «(السيدة) الأم الرؤوم»)، هي إلهة من آلهة بلاد ما بين النهرين التي لم تحظَ بالتوثيق الكافي. وانفرد نص واحد بعدِّ اسمها لقبًا لإلهة الطب غولا. ولذلك لم يظهر اسم غولا مع الأسماء الثيوفورية المتأخرة في أوروك، بل ظهر اسم أما آرهوس عوضًا عنها، رغم أنَّ غولا عبدت في هذه المدينة. ومن الممكن أن ينظر لأما آرهوس على أنها مجرد مظهر أو رديف لغولا؛ لأنها لم تُشِرْ إلى غير ذلك في أوروك. |
| أماسانودي [الإنجليزية]            | | أوروك                                             | كانت أماسانودي زوجة بابسوكال في قائمة الإله آن أنوم وفي أوروك السلوقية. وفقا لأحد النصوص البابلية القديمة، كانت سوكال أنو، وقد اقترح أنها كانت في الأصل نعتا لنينشوبور. يترجم عالم الآشوريات فرانس ويغرمان اسمها على أنه يعني «الأم التي لا يمكن إغفالها». |
| أماشيلاما                         | |                                                   | كانت أماشيلاما ابنة نينازو وزوجته نينغيريدا، وشقيقة نينجيشزيدا. يعرفها ثوركيلد جاكوبسن بأنها إلهة علقة. وصورت في أدب بلاد ما بين النهرين على شكل مخلوق مؤذٍ غير إلهي. |
| أنتو أو أنتوم                     | | مجمع معبد ريش في أوروك                            | أنتو هي إلهة اختُلقت خلال الفترة الأكدية (2334 قبل الميلاد - 2154 قبل الميلاد) كقرينة لأنو. عُبدت في أواخر الألفية الأولى قبل الميلاد في أوروك في مجمع المعبد المبني حديثًا والمخصص لآنو. |
| أنونيتوم                          | | أكد وسيبار أمنانوم                                | كانت أنونيتوم (المُحاربة) في البداية نعتا لعشتار، ولكن في وقت لاحق إلهة منفصلة. كانت إلهة محاربة تشاركت عددًا من النعوت مع عشتار. صورت وهي تحمل ما يشبه رمحًا ثلاثي الشعب على الأختام. في وثائق من سيبار ظهرت أحيانا كشاهد إلهي. |
| أسارولودو [الإنجليزية]            | | كوارا                                             | كان في الأصل إلها محليا لقرية كوارا، التي كانت تقع بالقرب من مدينة إريدو. أصبح في نهاية المطاف يعتبر إله المعرفة السحرية وكان يعتقد أنه ابن إنكي ونينهورساج. |
| أشغي [الإنجليزية]                 | | أدب وكيش                                          | كان أشغي أحد الآلهة الرئيسية لمدينة أدب في أوائل عصر فجر السلالات. ومن غير الواضح ما إذا كان في البداية قرين أو ابن الإلهة نينتو. وفي فترات لاحقة كان ينظر إليه على أنه ابنها. حلت والدته محله كإله الوصاية على مدينة أدب في فترات لاحقة. |
| أرورو [الإنجليزية]                | | كيش                                               | هي ربة الخلق في الميثولوجيا البابلية القديمة. خلقت إنكيدو من الطين في صورة أنو. في بعض الروايات اتحدت مع مردوخ وبذلك أنجبت البشرية، بناء على طلب الآلهة. وكانت تشخيصًا للأرض. |
| آيا شيريدا، نين-آيا               | | سيبار ولارسا                                      | كانت شريدا (السومرية) أو آيا (الأكدية) زوجة إله الشمس أوتو/شمش وإلهة الفجر. وهي عروس رب الفجر شمش. كانت تحظى بشعبية خاصة خلال الفترة البابلية القديمة والفترة البابلية الجديدة (626 قبل الميلاد - 539 قبل الميلاد). ارتبطت بالجنس والخصوبة. |
| بعل ساربي [الإنجليزية] لوغال أسال | | سابازو                                            | اسم بعل ساربي يعني، باللغة الأكدية، «سيد الحور» (الشجرة المقصود يفترض أنها الحور الفراتي). ويمكن عده واحدًا من الآلهة المرتبطة بالعالم السفلي. |
| بعلة صحري                         | | أوروك                                             | تُلقب بـ(سيدة السهب)، هي إلهة وكاتبة/نساخة في العالم السفلي. ومن الممكن أنها تماهت مع غشتينانا أو غوبارا، وهو الاسم السومري للإلهة أشراتوم [الإنجليزية] زوجة أمورو. |
| جلجامش                            | Possible representation of Gilgamesh as Master of Animals, grasping a lion in his left arm and snake in his right hand, in an Assyrian palace relief, from Dur-Sharrukin, now held in the Louvre | أوروك، قرية صغيرة بالقرب أور. لجش، جرسو، دير، بور | يتفق معظم المؤرخين عموما على أن جلجامش كان ملكا تاريخيا لدولة مدينة أوروك السومرية، والذي ربما حكم في وقت ما خلال الجزء الأول من فترة الأسرات المبكرة (حوالي 2900-2350 ق.م). ومن المؤكد أنه خلال فترة الأسرات المبكرة اللاحقة، كان يُعبد كإله في مواقع مختلفة عبر سومر. وفي القرن الحادي والعشرين قبل الميلاد، تبنى أوتو حيكال، ملك أوروك، جلجامش كإله راعٍ له. وكان ملوك الأسرة الثالثة في أور مفتونين بشكل خاص به، واصفين إياه "بالأخ الإلهي" و"الصديق". وخلال هذه الفترة نسجت وطُوِّر عدد كبير من السير البطولية والأساطير عنه. وربما خلال الفترة البابلية الوسطى (حوالي 1600 ق.م - حوالي 1155 ق.م)، قام كاتب يُدعى سين-لقي-أنيني بتأليف ملحمة جلجامش، وهي قصيدة ملحمية مكتوبة باللغة الأكدية تروي مآثره البطولية. حيث تصفه مقدمة القصيدة بأنه "ثلثه إنسان، وثلثاه إلهي". وهناك القليل جدًا من الأدلة على عباده تأتي من فترات لاحقة للعصر البابلي القديم. يذكر مصدر متأخر أنه كان يُعبد أثناء الاحتفالات المرتبطة بالموتى، إلى جانب دوموزي ونينيشزيدا. وفي التعويذات كان يظهر عادةً جنبًا إلى جنب مع آلهة العالم السفلي الصغيرة مثل نينجيشزيدا، أو جيشتينانا، أو نامتار وعائلته. وهناك أيضًا أدلة تشير إلى أنه كان خادمًا لنرجال وإريشكيجال، وتحديدًا سائق عبّارة الموتى. |
| برتم [الإنجليزية]                 | |                                                   | كان برتم أو بيرتوم زوج إلهة المحبس (السجن) نونغال. والاسم برتم، الذي يعني "أغلال" أو "شِكَال" باللغة الأكدية، مؤنث نحويا، لكنه يشير إلى إلهٍ ذكر. |
| داجون داجان                       | | مملكة ماري، إيبلا، وأوغاريت                       | داجان هو إله من أصل سامي غربي عبد في بلاد النهرين. أعتقد أن داجان أنه هو من إخترع المحراث. داجان تواجد عند الآلهة السومرية وذكر مع إنليل. انتشرت طائفته أثناء حكم حمورابي وألذي إدعى أن داجون سمح له بإحتلال كل بلاد النهرين. في قصيدة آشورية ذكر أن داجان هو أحد قضاة العالم السفلي. وأعتقد خطأً أنه ظهر في الرسوم على شكل سمكة، لكن أكتشف في وقت لاحق أن هذا لم يكن صحيح. |
| غشتينانا                          | | نيبور، إيسن، وأوروك                               | غشتينانا كانت الإلهة المحلية للزراعة وتفسير الأحلام. هي شقيقة دموزيد إله الرعاة. في إحدى القصص ذكرت بأنها حمت شقيقها دوموزيد عندما هاجمته عفاريت الغالو، فأخذته معها إلى العالم السفلي وأخفته في أربعة أماكن مختلفة. في قصة أخرى ذكر بأنها رفضت البوح لعفاريت الغول عن مكان إختفاء دوموزيد، حتى بعد أن قاموا بتعذيبها. الغالا أخيراً عثروا على دوموزيد بعد أن تم خيانته من صديق لم يتم ذكر إسمه لكن إنانا أنقذته مقابل أن يتبادل هو وشقيقته غشتينانا أماكنهم بين الجنة والعالم السفلي، فستة أشهر يسكن دوموزيد في الجنة، فيما تسكن أخته في العالم السفلي، وستة أشهر أخرى تقضيها هي في الجنة وهو في العالم السفلي. وبينما هي في العالم السفلي تخدم ارشكيجال ككاتبة لها. |
| نينغال نيكال                      | | أور وحران                                         | نينغال والتي عرف لاحقاً باسم نيكال، هي زوجة إله القمر نانا سوين، وهي والدة أوتو إله الشمس. |
| نينغيشزيدا                        | The "libation vase of Gudea" dedicated to Ningishzida, who is shown in the form of a serpent | لكش                                               | نينغيشزيدا هي إله كان يعيش في العالم السفلي. وهو ابن نينازو ولقب "رب شجرة الخير". في قصيدة سومرية، ذكر أنه أثناء موت جلجامش قابل كل من نينجيشزيدا ودوموزي في العالم السفلي. غوديا ملك لكش ذكر بأن نينجيشزيدا هو حاميه الشخصي. في أسطورة أدبا ذكر بكون نينجيشزيدا ودوموزيد حراس بوابة الجنة العليا. ذكر بأنه مرتبط بكوكبة الشجاع. |
| كوبابا                            | | كيش وكركميش                                       | كوبابا وعرفت أيضاً باسم هيبات أو كيبات، ذكرت بكونها إحدى ملكات كيش وأنها من أصل غوتي، تذكر النصوص أنها حكمت لمدة 100 سنة ويعتقد أنها حكمت المدينة في حوالي سنة 2500 ق م وذكر أيضاً بأنها جدة أور زبابا ألذي عاصر سرجون. تم تأليهها في وقت لاحق، النصوص البابلية تكلمت عن علاقة لها مع مردوخ، وفي شمال بلاد النهرين بجلها الحوريون وجعلوها الإلهة الحارسة لمدينة كركميش. |
| لاماسو                            | | دور شروكين، كالح، سوسة                            | لاماسو أو الثور المجنح، وعرف في بابل باسم شيدو، هو كائن رأسه رجل وله جسم أسد وأرجل ثور وجناح طائر، كان يتم وضعه عند بوابات مدن وقصور بابل وآشور لاعتقادهم بحمايته للمدن من الأرواح الشريرة، إرتبط مع الإله باباسوكال. أخذ الفرس شكل هذا الحيوان ووضعوه على عاصمتهم سوسة. |

## كائنات أخرى
| الاسم                | الصورة | مركز العبادة الرئيسي                                            | تفاصيل |
| -------------------- | --- | --------------------------------------------------------------- | --- |
| أشنان                | |                                                                 | أشنان هي إلهة الحبوب. في الشعر السومري حوار الخروف والحبة، هي شقيقة لاهار خلقت لتوفير الطعام لآلهة الأنوناكي. وكانوا يتسابقون بإنتاج كميات كبيرة من الطعام، لإشباع الآلهة، لكن لاهار ثمل من الخمر فيما بعد، فتدخل إنليل وإنكي وأعلنوا نصر أشنان عليه. |
| بيل                  | Nineteenth-century engraving by Gustave Doré, showing the scene from "Bel and the Dragon" in which Daniel reveals the deception of the Babylonian priests of Bel | بابل                                                            | خلال بداية الألف الأول قبل الميلاد بدأ البابليين بعبادة إله بلقب بيل وألذي كان عبارة عن ثالوث تجميع بين مردوخ وإنليل والإله الميت تموز.بيل أخذ كل ألقاب إنليل، ووضعه في الديانة البابلية كان مشابه له. وعرف عن بيل بكونه إله الأمر والقضاء. 'طائفة بيل ورد ذكرها في القصة اليهودية بيل والتنين في الإضافات الأبوكريقية في تتمة سفر دانيال. |
| ثور الجنة            | Cylinder seal showing the Bull of Heaven |                                                                 | ثور الجنة هو وحش أسطوري ذكر في ملحمة جلجامش، في الشعر السومري جلجامش وثور الجنة، وذكر اللوح السابع الأكدي أن جلجامش تجاهل رغبات عشتار الجنسية، فطلبت من والدها أنو إرسال هذا الوحش إلى العالم. وفعل أنو ما طلبته، وتسبب هذا الوحش بدمار هائل. لكن جلجامش وأنكيدو تمكنوا من ذبح الوحش. ثور الجنة عرف بكونه تجسيد لكوكبة الثور والسبب بتشكل الكوكبة هو قيام إنكيدو بقذف الثور إلى عشتار مما أدى إلى تشكله في السماء. |
| بونيني               | | سيبار، أوروك، وآشور                                             | بونيني هو خادم ووزير الإله أوتو. عُبد في سيبار وأوروك خلال العصر البابلي القديم وعبد لاحقاً في آشور. حسب بعض السجلات يعتبر ابن. |
| دامو                 | | إيسن، لارسا، أور، وجيرسو                                        | دامو هو أحد آلهة الشفاء والصحة. وهو ابن نينسون وننجيشزيدا. بعض السجلات وصفته بأنه ابن آخر لدوموزيد الراعي، لكن اسمه يبدو له معنى آخر وهو ابن. اسم هذا الإله هر عبادته في إيبلا وإيمار، لكن يبدو أنه كان بطل محلي ولم يكن إله الشفاء. طائفة دامو إنقرضت أثناء العصر البابلي القديم. |
| دنجرما               | |                                                                 | هو إلهة أم ومغنى إسمها هو الإلهة المستعلية. ويبدو أنه اسم للإلهة ننهورساج. |
| دومو-زي-أبزو         | | كينونير                                                         | كينونير كان إلهة محلية لقرية كينونير وألتي تقع بالقرب من مدينة لكش. معنى إسمها الابنة الجيدة لأبزو، تم ربطها أيضاً بدوموزي، لكن لا وجود لرابط لها مع دوموزي. |
| إيميش                | |                                                                 | إيميش هو أحد آلهة الزراعة وألذي ذكر في قصيدة حوار الشتاء والصيف، وذكر أن إنليل أختاره ليكون إله الزراعة (ETCSL 5.3.3), وتذكر القصيدة أن إنليل خلق الإلهين إيميش وأنتين لتنظيم وتوزيع اامال والملكية، ليمثلوا المزارع والراعي. اختلف الإلهان فيما بعد بينهما ليحتكموا إلى إنليل. فحكم إنليل لصالح إنتين. لكن الإلهان تصالحا فيما بعد ورجعا إلى العمل معاً. |
| إنكيمدو              | |                                                                 | إنكيمدو وصف بكونه إله الخنادق والجداول. يهر إسمه في أسطورة إنانا تفضل الفلاح حيث يتصارع مع دوموزي لنيل رضا إنانا. هو ابن إنكي ومرتبط بإنبيلولو. وصف أيضاً باسم أشكور، وكاسم مرادف لمردوخ. |
| إنميشارا             | |                                                                 | هو أحد الآلهة الصغرى في العالم السفلي. ذكر أسماء 7 أو 8 آلهة صغار ووصفوا بأنهم أبنائه. رُمز بالسوشورو (نو مع الحمام). ذكر اسم ننميشارا بكونها زوجته. |
| إينوغي               | |                                                                 | إينوغي وصف بكونه مفتش قنوات الآلهة. هو ابن إنليل أو إنميشارا وزوجته هي الإلهة نيدابا. إرتبط بالعالم السفلي ويعتقد أنه جوجالانا أول أزواج ارشكيجال لكن باسم مختلف. |
| إينتين               | |                                                                 | إنتين هو إله الرعي، ذكر في القصيدة السومرية حوار الشتاء والصيف،(ETCSL 5.3.3), أنه خلق من قبل إنليل مع إيميش لأجل تنظيم الملكية. وبعد خلاف الإلهين لكون إيميش أخذ وظيفة إنتين. إحتكموا إلى إنليل، وحكم إنليل لصالح إينتين. وعاد الإلهان للعمل معاً من جديد. |
| إنزاغ                | | دلمون                                                           | هو أحد الآلهة السبعة ألذين وجدوا بعد الإتصال الجنسي بين كل من إنكي وننهورساج. وصف بكونه رب دلمون. وفي نصوص أخرى وصف بكونه نابو دلمون. |
| إيرا                 | |                                                                 | إيرا هو إله محب للحرب وإرتبط إسمه بالوباء والعنف. هو ابن الإله أنو وزوجته هي الإلهة مامي (ليست نفسها إلهة الأمومة). في العصر الأكدي هر اسم إيرا مرتبط بنرغال وربما كان أحد خدامه. وإرتبط إسمه أيضاً مع إيشوم أحد آلهة النار. |
| إيراغال إيراكال      | |                                                                 | إيرغال أو إيراكال ويعتقد بأنه أحد أشكال الإله إيرا، لكن الإلهين إنفصلا من الأصل. وقد إرتبط بالدمار مثله. في لوح أن = أنوم، وصف إيراغال بكونه زوج نينيسيغ وألتي كانت نظير نرغال. في ملحمة جلجامش أترا هاسس، ذكر بقيامه برفع أعمدة المراسي ومسبباً الطوفان للأرض. |
| غاريوس               | | أوروك                                                           | غاريوس هو أحد الآلهة ألذي جئ به من قبل الفرثيين، وبنوا معبد صغير له في سنة 100 ميلادية. وقد كان إله تجميعي، رمز إلى جميع الطوائف البابلية والإغريقية- الرومانية في البلاد. |
| غاتومداغ             | | لكش وجيرسو                                                      | هي إلهة أمومة وزراعة إرتبطت بمدينة لكش. تم استبدالها لاحقاً بالإلهة غولا. |
| غيبيل                | Large bonfire |                                                                 | غيبيل أو جيبيل هو إله النار. وهو يمثل النار بشكلها المدمر والخالق. حسب ما قاله جيريمي بلاك وأنتوني غرين، أن غيبيل يمثل النار بكل أشكالها المدمرة أثناء حراراة الصيف العالية، كما يمثل قوة الإبتكار عند أفران الحدادين والطوب والخبازين، وصف بكونه ابن كل من أنو وشالا، لكن نصوص أخرى وصفته بأنه ابن نوسكو. |
| جوجالانا             | |                                                                 | جوجالانا هو أول أزواج ارشكيجال ملكة العالم السفلي. معنى إسمه قناة المفتش أن وهو ربما يكون اسم مرادف للإله إينوغي. ولد من ارشكيجال إبنهما نينازو. في أسطورة نزول إنانا إلى العالم السفلي تدعي إنانا أن سبب نزولها هو حضور جنازة جوجالانا زوج شقيقتها ارشكيجال. |
| غونورا               | |                                                                 | غونورا هو إله غير محدد الوظيفة وصف بكونه أحد أزواج نينسون ووالد دامو |
| هاهانو               | |                                                                 | هو أحد الآلهة ألذين ذكروا من دون أن يكون لهم وظيفة. |
| هانبي                | |                                                                 | هانبي وصف بكونه إله الشر وبكونه والد بازوزو وخومبابا، وضعه مشابه لأبيب في الميثولوجيا المصرية وأهريمان في الميثولوجيا الزرادشتية ووللشيطان في الديانات الإبراهيمية. |
| هاني                 | |                                                                 | هو أحد الآلهة الصغرى السامية الشرقية. وصف بكونه أحد خدام الإله أداد. |
| هايا                 | | أوما، أور، وكوارا، آشور، نينوى وماري.                           | هايا هو أحد أزواج الإلهة نيدابا. وصف في البادية بكونه إله التدوين، وثم أصبح أيضاً إله الحبوب والزراعة. وصف بكونه حارس البوابات. وصفت بعض النصوص بكونه والد نينليل. عبد أثناء فترة حكم سلالة أور الثالثة وشيدت له معابد في كل من أورو وأوما وكوارا. وثم شيدت له معابد أخرى في آشور ونينوى. وعبد أيضاً في مدينة ماري. |
| هاياسوم              | |                                                                 | هاياسوم هو أحد الآلهة الصغرى، ذكرته بعض النصوص السومرية والبابلية. |
| هيجير نونا غنجير     | |                                                                 | هيجير نونا، وصفت بكونها أحد بنات غولا. |
| هندرساغ              | |                                                                 | هندرساغ وصف بكونه الإله السومرية للقانون. الملك غوديا أشار له بكونه رسول البلاد السومرية. |
| إيغ أليما            | | لكش                                                             | إيغ أليما بكونه أحد أبناء باو ونينورتا. |
| إيلابا               | | أكد                                                             | إيلابا كان أحد الآلهة الرئيسية في العصر الأكدي، إلتف الغموض حوله في تاريخ بلاد الرافدين. كان مرتبط بالملوك الأكديين. |
| إيلابرات             | |                                                                 | عبد بكونه خادم الإله أنو. ظهر إسمه في أسطورة أدبا، وهو ألذي أخبر أنو بقيام أدبا بكسر ريحه الجنوبية، مما أدى إلى غضب أنو. |
| آنزو، إمدوغود        | Relief of Imdugud as a monstrous bird |                                                                 | إمدوغود وأنزو، عرف بكونه وحش برأس أسد وجسم أرجل طائر، وذكر أن أجنحته تسبب الزوابع والعواصف الرملية. أعتقد أن إمدوغود هو تجسيد للضباب. بعض النصوص ذكرت بأن رأسه رأس طائر وله منقار وليس أسد. في الميثولوجيا السومرية، ذكر أن إمدوغود حاول أخذ رتبة مي من إنكي ليكون من الآلهة. في الميثولوجيا الأكدية ذكر بأنه سرق لوح الأقدار من إنليل. في كلا الأسطوريتن تذكر قيام نينورتا بتحديه، وألذي يهزمه ويأخذ كل ما سرقه. في ملحمة جلجامش ذكر بكونه أحد المخلوقات ألذين منعوا من أكل شجرة هولوبو ألتي زرعتها إنانا وذكر قيام جلجامش بهزيمته.         |
| إيشارا               | | منطقة الفرات العليا                                             | إيشارا هي إلهة الحب عبدت من قبل الحيثيين والحوريين، ذكر بكونها إلهة الحرب وإلهة الأمومة. كانت نظير عشتار. كان يتم تقديس الأفاعي لأجلها، وفي وقت لاحق قدس العقرب لأجلها. تم ربطها بكوكبة العقرب. كانت إلهة مهمة عبدت في شمال غرب سوريا بكونها إلهة العالم السفلي. |
| إسيمود               | Isimud depicted on the Adda Seal | عبد بكونه وزير وخادم إنكي                                       | إسيمود وعرف لاحقاً باسم أوسمو، وبكونه خادم إنكي. معنى إسمه ذي الوجهين، يتم تصويره في الفنون برأسين في وجهه. تم تصويره كرسول لإنكي في ملحمة إنكي وننهورساغ وإنانا وإنكي. |
| إيشوم                | |                                                                 | إيشوم كان إله شعبي لكنه لم يكن من الآلهة الرئيسية، عبد في عصر فجر السلالات. وذكر بكونه شمش ونينليل. عرف بكونه إله الخير، وألذي كان يراقب الناس في الليل وحميهم. يعتقد أنه نفسه الإله هندورساغ، وبكونه زوج نينموغ. إرتبط أيضاً بالعالم السفلي، عرف بتأثيره على الإله إيرا وهو ألذي يشجعه على الغضب والعنف. |
| كاكا                 | |                                                                 | كاكا عرف بكونه خادم الإلهين أنو وأنشار. |
| كيتو، كيتوم          | |                                                                 | كيتو أو كيتوم عرفت بكونها ابنة أوتو وأيا. ومعنى إسمها الحقيقة. |
| قوس                  | |                                                                 | كوس عرف بكونه إله الرعاة، ذكر في سلالة دونوم. |
| لاهار                | |                                                                 | لاهار عرف بكونها إلهة القطيع. في الشعر السومري حوار القطيع والحبوب، ذكر بكونه شقيق أشنانوقد خلقوا ليوفروا الطعام لآلهة الأنوناكي. وتسابقوا في إنتاج الطعام لهم، لكن أشنان سكر من الخمر فيما، مما أدى لنصر لاهار عليه. |
| ليسين                | | أداب وكيش                                                       | ليسين برفقة شقيقها أشغي عبدوا في أداب وكيش. زوجها هو نينسيكيلا. في العصور السومرية ذكر بكونها إلهة أم. وإرتبطت بنجم قلب العقرب. بعد ذلك تم الخلط بينها وبين نينسيكيلا بكونها إله وبكون نينسيكيلا إلهة. |
| لوغال باندا          | | أوروك، نيبور، وكوارا                                            | لوغال باندا هو أحد الملوك الأسطوريين لأوروك وألذي تم تأليهه من قبل لوغال باندا. أصبح زوج الإلهة نينسون وألتي ولدت منه جلجامش. عرف بكونه إله برفقة نينسون في عصر فجر السلالات. تكلمت بعض الملاحم عنه. في عصر سلالة أور الثالثة، كان الملوك يقدمون الذبائح للوغال باندا كإله المدينة المقدسة نيبور. ملحمتين تكلمت عن قيامه بتسلق جبلين خطيرين لوحده، لكن بسبب ذلك أصيب بمرض أدى لموته لاحقاً. قائمة الملوك السومريين ذكر بكونه راعي ثم ملك لمدة 1200 سنة. وقد كان له علاقة أيضاً بالإلهة إنانا.                                                  |
| لوكال-يرا وميسلامتيا | The constellation Gemini | كيسيغا                                                          | لوغال إيرا وميسلامتا إيا عرف بكونهما إلهين توأمين، عبد في قرية كيسيغا شمال بابل. عرفوا بكونهم حراس الأبواب والطرقات وتم تصويرهم كحراس توأم لبوابات العالم السفلي. أثناء العصر الآشوري الحديث تم تصويرهم على المداخل، لوغال إيرا كان يتم تصويره في اليمين وميسلامتا إيا على اليسار. وكانوا يلبسون الخوذات وكانوا يحملون الفؤوس والصولجان. كان يتم تصويرهم بكوكبة التوأمان وألذي تم تسميته بإسمهم. |
| لولال                | | باد تيبيرا                                                      | عرف لولال بكونه أحد الآلهة المقربة من إنانا، لكن علاقتهم كانت غامضة. ظهر في ملحمة نزول إنانا إلى العالم السفلي. عرف في البداة بكونه إله محارب، وثم إرتبط بالحيوانات المدجنة. |
| مامي                 | |                                                                 | مامي أو ماما، عرف بكونها إلهة أم ومعنى إسمها الأم. ويعتقد بأن أحد أسماء ننهورساج. |
| ماندانو              | |                                                                 | ماندانو عرف بكونه إله العدالة، عبد في العصر البابلي القديم. |
| أمورو                | |                                                                 | مارتو وعرف لاحقاً باسم أمورو، هو إله الدمار وعرف بكونه مسببه العواصف الرملية. عرف بكونه إله البدو وعبد في أطراف في بلاد النهرين، بدأت عبادته في الغرب وثم إنتقلت إلى الشرق بعد هجرة القبائل العمورية أثناء منتتصف الألف الثالث قبل الميلاد. في إحدى ذكر قيامه بالزواج من إبنته نوموشدا على الرغم من عدم إنجاذبهم لبعض. تم تصويره في الفن البابلي والكاشي بحمله حبال طويلة وهو يحمل سيف معقوف وبكونه راعي محتال. |
| ميشارو               | |                                                                 | ميشارو عرف بكونه ابن أوتو وأيا. ومعنى إسمه العدل. |
| نتي                  | |                                                                 | عرفت نتي بكونه الإله الإله الحارس للعالم السفلي. ذكر في قصة نزول إنانا إلى العالم السفلي ذكر قيام بإدلال إنانا إلى البوابات على شرط قطع ملابسها في كل بوابة، مما تسبب بتركها عارية عند البوابة الأخيرة عند ارشكيجال. |
| نينغيكوغا            | |                                                                 | نينغيكوغا عرف بكونها إلهة القصب والأهواء. وعرف إسمها بسيدة القصب النقي. عرف بكونها ابنة أنو ونامو وبكونها إحدى زوجات إنكي. |
| نين إيما             | |                                                                 | نين إيما عرف بكونها تجسيد للأعضاء الجنسية. ولقبت بسيدة الأعضاء الجنسية. ظهرت في إحدى أشكال أسطورة إنكي ونينسيكيلا وعرف بكونه ابن إنكي ونينكورا. اغتصبها إنكي وأنجب منها الإلهة أوتو إلهة الحياكة والإنبات. |
| نيندارا              | |                                                                 | نيندارا هو إله صغير عرف بكونه زوجة الإلهة نانشي. |
| نينكيليم             | An Indian grey mongoose, which is found in Mesopotamia |                                                                 | نينجيلين هو أحد الآلهة ألذي إرتبط بالنمس وألذي كان منتشر في جنوب بلاد الرافدين. إندمج في وقت لاحق مع الإله نينجيرما إله السحر وأصبح يرمز إلى الحماية من الأفعى. في بعض الأحيان كان يتم وصفها كإلهة وأحيان أخرى وصفت كإله. |
| نينجيراما            | |                                                                 | هو إله السحر خلد بسبب حمايته للناس من الأفاعي. إرتبط مع الإله نينكيليم ووصفوا بكونهم آلهة النمس. |
| نينكاسي              | | أوروك                                                           | نينكاسي هي إلهة الجعة والخمور والشعير والشفاء، ذكر أن والدها هو كان ملك أوروك وأن والدتها كانت كاهنة معبد إنانا. وكانت من ضمن 8 أطفال خلقوا لأجل شفاء جرح إنكي، أصبحت تمثل إلهة الخمور وإلهة المياه العذبة الخالصة. |
| نينكورا              | |                                                                 | نينكورا هي ابنة إنكي ونينسار. بعد ممارستها الجنس مع والدها أنجبت الإلهة أوتو إلهة الحياكة والإنبات. |
| نينمينا              | |                                                                 | نينمينا هي إلهة أم سومرية، عرفت بلقب "سيدة العرش". يعتقد بأنها اسم آخر للإلهة ننهورساج. |
| نينموغ               | |                                                                 | هي زوجة الإله إيشوم. |
| نينيسيغ              | |                                                                 | نينيسيغ هي زوجة إيراغال وكانت إحدى إلهات العالم السفلي وإرتبطت أيضاً بنرغال. |
| نينسار               | |                                                                 | نينسار هي ابنة الإله إنكي وننهورساج. بعد ممارستها الجنس مع والدها الإله إنكي أنجبت نينكورا ومن خلال نينكورا أصبحت جدة الإلهة أوتو. |
| نينسيانا             | Photograph of the planet Venus, as seen from earth with the naked eye                                                                                            | معبد إي إيش بار زي دا في أور ومعابد أخرى في سيبار ولارسا وأوروك | نينسيانا هي الإلهة السومرية لكوكب الزهرة. على الرغم من كونها إلهة، إلا انه أحياناً تم وصفها كغله. عرف في إحدى النصوص بكونها الشعلة ألتي تنير الجنان، كان يتم تقديم الذبائح لها. عبادتها بدأت أثناء عصر سلالة أور الثالثة واستمرت حتى العصر السلوقي والفرثي (312 ق م – 63 ق م). النصوص اللاحقة ذكرتها بجانب عشتار-إنانا. |
| نينيسيكيلا           | |                                                                 | كان نينسيكيلا زوج الإلهة ليسين. تم الخلط بينها وبين ليسين فيما إذا كانت هي الأنثى وهو الذكر. |
| نينسون               | Fragmentary Neo-Sumerian steatite relief showing Ninsun | أوروك                                                           | نينسون هي الزوجة الإلهية لملك أوروك لوغال باندا ووالدة جلجامش، وقد كانت ابنة أنو وأوراس وقد كان يرمز لها بالبقر. |
| مامي                 | |                                                                 | مامي أو نينتو وهي إلهة أم وإلهة الولادة. لقبت بسيدة الولادة. أصبحت بعد ذلك خادمة ننهورساغ. |
| نيراه                | Nirah in the form of a snake on upper edge of a kudurru boundary stone                                                                                           | دير                                                             | نيراه عرف بكونه خادم الإله عشتاران إله مدينة دير. إرتبط بالأفاعي، وتم تصويره على شكل أفعى مع عشتاران. |
| نوموشدا              | | كازالو                                                          | نوموشدا عرف بكونه إله مدينة كازالو. عبادته بدأت منذ عصر فجر السلالات، لكن يبدو أن طائفته إنتهت أثناء العصر البابلي القديم. تم الاعتقاد بكونه ابن إله القمر نانا ووصف بكونه إله العواصف. ذكر أن إحدى بناته غير المسماة تزوجت من الإله أمورو إله الصحراء. |
| مانونغال             | | معبد إيكور في نيبور                                             | مانونغال وعرفت أيضاً باسم نونغال، عرفت بكونها ابنة ارشكيجال وبكونها إحدى إلهات العالم السفلي. زوجها هو الإله بيرتوم. أصبحت بعد ذلك الإلهة غولا. |
| نوسكو                | | نيبور، حران                                                     | وصف نوسكو بكونه إله النار والليل. كان ابن ووزير الإله إنليل. ذكر أن غيبيل هو إبنه. كان يرمز له بالمصباح الزيتي. كان من ضمن الآلهة ألذين عبدوا في حران أثناء العصر الآشوري الحديث. |
| بابلساغ              | The constellation Sagittarius | إيسن ونيبور ولارسا                                              | بابيليساغ هو أحد الآلهة ألذي عبدوا أثناء عصر فجر السلالات. كان يعتقد أنه ابن إنليل وزوجته نينسيانا. في نصوص أخرى إرتبط بنينورتا ونينجيرسو. في إحدى القصائد السومرية تكلمت عن رحلته إلى نيبور. تم ربط بابيليساغ بكوكبة الرامي. |
| بازوزو               | Statuette of Pazuzu |                                                                 | بازوزو هو إله شيطاني عند البابلين والآشوريين، أنتشر صيته أثناء بدايات الألف الأول قبل الميلاد. كان يتم تصويره مع أنياب طويله في فمه ومع عيون منتفخة، ومع قضيب على شكل ثعبان ومع مخالب وأجنحة طائر. عرف بكوه ابن الإله هانبي، أعتقد أنه كان يرسل الأوبئة من خلال أجنحته، وأعتقد أنه كان بإمكانه إعادة لاماشتو من العالم السفلي. ;كان يتم تصويره بقيامه بحماية الأطفال الرضع من لاماشتو النساء الحوامل كانوا يتقلدون على رقبتهم تماثيل صغيرة بشكل رأسه، لحماية أطفالهن من لاماشتو. تم تصويره في الأفلام كطارد أرواح شريرة من الفتيات الصغيرات. |
| شارات ديري           | | دير                                                             | شارات ديري وصفت بكونها زوجة عشتاران إلة مدينة دير. وصفت بكونها ملكة دير. |
| شارا                 | | معبد إي ماه في أوما وأور وتل أغرب                               | هو أحد آلهة الحرب الصغيرة وألذي عبد في مدينة أوما وكان له معبد باسم إي-ماه. كما ذكرت نصوص عن عبادته في تل أغرب شمال شرق بابل. كان إله محارب ووصف بكونه بطل أن. في أسطورة أنزو البابلية، كان شارا أحد الآلهة ألذي سألوه ليأخذ لوح المصائر، لكنه رفض تسليمه ذلك. في ملحمة نزول إنانا إلى العالم السفلي، ذكر عن مع ثلاثة بتهنئة إنانا لأجل عودتها من العالم السفلي.عرف في ملحمة لوغال باندا، أشير إلى وجود معبد لها في أور حمل اسم ابنة إنانا، لكن التقليد ذكر أن إنانا بقيت شابة ولم يكن لها أبناء.                                            |
| شول-با-إي            | |                                                                 | شول-با-إي كان يرمز له بالنقاء الشبابي، لكنه لم يكن إله الشبيبة. ذكر بكونه أحد أزواج ننهورساج. في الشعر السومري كان يتم تصوير شولباي في العالم السفلي لاحقاً تم تصويره بكونه أحد الشياطين. |
| نسروخ                | | نينوى و آشور                                                    | ذكر باسم اراسكي من قبل يوسيفوس فلافيوس وذكر في الكتاب المقدس انه في معبده قتل الملك سنحاريب من قبل ابنيه. |
| شول أولاتولا         | | جيرسو                                                           | شول أوتولا هو إله حارس تم تصويره كإله شخصي للملك إينتيمينا ملك جيرسو ولك |
| سيرتور               | |                                                                 | عرفت سيرتور بكونها إلهة الغنم، وبأنها هي ألتي تقودهم، وذكرت برفقة نينسون إلهة البقر. النصوص اللاحقة ذكرت بكونها والدة دوموزيد الراعي. |
| شول-شاغانا           | | لكش                                                             | هو ابن الإله باو ونينجيرسو. |
| سيدوري               | |                                                                 | ذكر بكونها إلهة المتعة والخمور وذكر أنها كانت تملك حانة عند طرف العالم. في النسخ الأولى لملحمة جلجامش أثناء العصر البابلي القديم، ذكر عن قيامها بمحاولتها ثني جلجامش عن نيل الخلود، وإقناعه بالاكتفاء من متع الحياة. إسمها يعني هي الحصن. |
| سيليلي               | |                                                                 | ذكر بكونها أم الخيول. وقد ذكرت في ملحمة جلجامش. |
| سوموغون              | |                                                                 | سوموغون ذكر بكونه إله الأنهار والقطعان، في ملحمة الخلق ذكر بخلقه للسهل الرسوبي مع إنكي، ذكر في القصيدة السومرية حوار الغنم والحبوب. |
| تاشميتو              | | كالح                                                            | في الميثولوجيا الآشورية ذكرت بكونها زوجة الإله نابو إله الحكمة; في الميثولوجيا البابلية كانت زوجته هي نانايا. تاشميتو كان يرمز لها بالحكمة والإنجذاب الجنسي بنفس صفات عشتار. في أحد الأشعار في مكتبة آشور بانيبال ذكرت أنها تماثيلها كانت توضع بجانب نابو وكان يتم الإحتفال بزواجهم خلال عيدهم. وكان يتم تحضير سرير لزواجهم لمدة 6 أيام و7 ليالي. تشميتو هرت في العصور الأخيرة ولم تذكر في العصر البابلي القديم. |
| أوراش                | |                                                                 | أوراش هي إحدى زوجات أنو؛ النصوص السومرية ذكرتها أثناء الألف الأول قبل الميلاد. استبدلت لاخقاً بكي ألتي كانت عتبر تجسيد الأرض. |
| أوتو                 | A spider in its web |                                                                 | كانت أوتو إهلة الحياكة والإنبات. معنى إسمها هو العنكبوت، وكان يتم تصويرها على شكل عنكبوت مع شبكتها. ذكرت في أسطورة إنكي ونينسيكيلا ولأجل تجنبها ممارسة الجنس مع والدها إنكي قامت بلف نفسها بشبكة عنكبوت، لكن إنكي تمكن من إقناعها بممارسة الجنس معه بعد أن أعطاها هدية واعداً إياها بالزواج. قام إنكي لاحقاً بتثميلها وثم قام باغتصابها. لجأت بعد ذلك إلى ننهورساج زوجة إنكي، فقامت بإزالة السائ ووضعتها على الأرض، مما تسبب بإنبات 8 نباتات، قام إنكي لاحقاً بأكلها.                                                                           |
| نوموشدا              | | كازالو                                                          | نوموشدا هي الإلهة الراعية لمدينة كازالو وهي ابنة الإله سين، إرتبطت بالطبيعة والخصوبة وبالعالم السفلي، لكن ذكرها إنتهى بعد فترة من التاريخ. ذكرت من قبل إحدى ترانيم سين إقيشام ملك لارسا، وصفت على كونها جزء من كوكبة قنطورس. |
| أبو                  | | تل أسمر                                                         | أبو هو أحد آلهة الخصوبة الصغيرة وإرتبط مع تموز بكونهما رمز الخصوبة فمثل الأول شهر تموز والثاني شهر آب في التقويم البابلي، أبو هو أيضاً أحد الآلهة ألذين خلقوا ليشفوا جرح إنكي. |
| نينتولا              | |                                                                 | نينتولا هو أحد الآلهة الثمانية ألذين خلقوا ليشفوا جرح إنكي، جعله إنكي بعد ذلك رب بلاد مجان. |
| نمتار                | |                                                                 | نمتار أو نمتارا ويعني اسمه القدر والمصير وهو أحد الآلهة الصغرى وهو إله الموت والمرض ورسول ووزير الآلهة أنو وارشكيجال ونرغال، وهو ابن إنليل وارشكيجال، وذكر بأنه خلق ستين مرض على شكل شياطين تدخل وتفتك بالإنسان، وقد قدمت القرابين له لمنع هذه الأمراض، وقد كان يعتبر تجسيد الموت وقابض الأرواح. زوجته كانت إلهة الرذيلة هسبيشاغ. في ملحمة نزول عشتار إلى العالم السفلي ذكر أنه أمر من ارشيكجال بمحاربة عشتار فلعنها ب60 مرض. |
| هوسبيساغ             | |                                                                 | هسبيشاغ هي إحدى إلهات العالم السفلي وصفت بكونها إلهة الرذيلة، وهي أيضاً زوجة نمتار ووالدة الإلهة همديكوغ. |
| نونبارسيغونو         | | نيبور                                                           | نونبارسيغونو هي إلهة أم غامضة وصفت بكونها إلهة الشعير وبكونها سيدة نيبور، ووصفت على أنها زوجة الإله هايا ووالدة الإلهة نينليل، وذكر أنها علمت إبنتها الفنون لتجذب إنليل لها. |
| إنبيلولو             | |                                                                 | إنبيلولو هو إله الأنهار والقنوات، في أسطورة الخلق ذكر أنه خلق من قبل الإله إنكي ليوجه جريان نهري دجلة والفرات، ليصبح إله الري والزراعة. ذكر بكونه ابن إنليل ونينليل في قصة إنليل ونينليل السومرية. لاحقاً في العصر البابلي ذكر بكونه ابن إيا (إنكي) ونصوص أخرى ذكرت بكونه ابن أداد. كان إنبيلولو يصور بمعرفته أسرار المياه وبمعرفته بمكان جريان كل الأنهار والينابيع والقنوات. |
| نينغيكوغا            | |                                                                 | نينغيكوغا هي إلهة القصب والأهوار والمستنقعات في الميثولوجيا السومرية، ذكر بكونها ابنة أنو ونامو وبكونها إحدى زوجات إنكي ووالدة الإلهة نينغال. |
| عسق                  | |                                                                 | عسق أو عزق هو شيطان وحشي بشع وأنه بسبب بشاعته كان يجعل السمك يغلي وهو حي، وذكر عن ترأسه حرب للشياطين ضد الآلهة بعد اتحاده بالجبال، لكنه هزم من الإله نينورتا باستخدام صولجانه وبمشوره إنليل. |
| شارا إيتو            | | سوسين                                                           | شارا إيتو هي إلهة الخصوبة والزواج في الميثولوجيا السومرية، كانت إلهة مدينة سوسين. في العصر الأكدي عرفت باسم ساراهيتو وكانت إحدى الإلهات في العصر الهلسنتي في أوروك. معنى اسمها هو العروس وكان يتم تقديم الذبائح لها أثناء حفل الزواج. |
| مانو العظيم          | | بابل                                                            | هو احد الالهة الصغرى البابلية التي عبدها الكلدان. ذكر بكونه اله القدر والحظ ووصف بانه رئيس القدر. |
| موليسو               | | آشور                                                            | ذكر بأنها زوجة الإله آشور وارتبطت صفاتها مع عشتار ونينليل. |

## الأسماء والمصطلحات
- وفقاً لتسلسل الورود:

1. ↑  (بالإنجليزية: melam)‏
2. ↑  (بالإنجليزية: ni)‏
3. ↑  (بالإنجليزية: puluhtu)‏
4. ↑  (بالإنجليزية: An Anum)‏
5. ↑  (بالإنجليزية: Anunnaki)‏
6. ↑  (بالإنجليزية: Lamma)‏
7. ↑  (بالإنجليزية: Dina Katz)‏
8. ↑  (باليونانية: χθόνιος)‏، khthónios؛ (بالإنجليزية: chthonic)‏
9. ↑  (بالإنجليزية: Igigi)‏
10. ↑  (بالإنجليزية: Enlil of the gods)‏
11. ↑  (بالإنجليزية: Zabban)‏
12. ↑  prime mover in creation
13. ↑  the deification

## الهوامش
1. هي سبعة أشعة، يعرف كل منها في السومرية بكلمة «ميلام».

### فهرس المراجع
باللغة الإنجليزية
1. ↑  Kramer 1961، صفحات 32–33.
2. ↑  Black & Green 1992، صفحة 93.
3. ↑  Black & Green 1992، صفحات 93–94.
4. 1 2  Black & Green 1992، صفحات 130–131.
5. 1 2 3  Black & Green 1992، صفحة 130.
6. 1 2 3 4  Black & Green 1992، صفحة 98.
7. 1 2  Nemet-Nejat 1998، صفحة 185.
8. ↑  Black & Green 1992، صفحة 102.
9. 1 2 3 4  Black & Green 1992، صفحة 94.
10. 1 2  Nemet-Nejat 1998، صفحة 186.
11. 1 2  Nemet-Nejat 1998، صفحات 186–187.
12. ↑  Nemet-Nejat 1998، صفحات 186–188.
13. ↑  Black & Green 1992، صفحة 174.
14. 1 2  Black & Green 1992، صفحات 44–45.
15. 1 2  Black & Green 1992، صفحة 52.
16. 1 2 3  Schneider 2011، صفحة 54.
17. 1 2 3 4  Schneider 2011، صفحة 53.
18. ↑  Schneider 2011، صفحة 53–54.
19. 1 2 3 4 5 6 7 8 9 10 11  Black & Green 1992، صفحة 147.
20. ↑  Schneider 2011، صفحة 52–53.
21. 1 2  Litke 1998، صفحة 6.
22. ↑  Litke 1998، صفحة 6-7.
23. 1 2 3 4 5  Leick 1998، صفحة 8.
24. 1 2 3 4 5 6  Brisch 2016.
25. 1 2  Asher-Greve & Westenholz 2013، صفحة 193.
26. 1 2  Black & Green 1992، صفحة 34.
27. ↑  Katz 1995، صفحة 229.
28. ↑  Archi 1990، صفحة 115.
29. ↑  Falkenstein 1965، صفحات 127–140.
30. 1 2 3  Black & Green 1992، صفحة 106.
31. ↑  Kramer 1963، صفحات 120–122.
32. ↑  Litke 1998، صفحة 2.
33. ↑  Asher-Greve & Westenholz 2013، صفحة 27.
34. ↑  Asher-Greve & Westenholz 2013، صفحة 65.
35. ↑  Peterson 2011، صفحة 279-280.
36. 1 2  Lambert 2013، صفحة 262.
37. ↑  Lambert 2013، صفحة 262-263.
38. 1 2  Schwemer 2007، صفحة 142.
39. 1 2 3  Lambert 2013، صفحة 199.
40. ↑  Lambert 2013، صفحة 275.
41. ↑  McEvilley 2002، صفحة 424.
42. ↑  Bautsch 2003، صفحة 119.
43. ↑  Kramer 1963، صفحة 123.
44. ↑  Kramer 1963، صفحات 122–123.
45. ↑  Nemet-Nejat 1998، صفحات 201–203.
46. 1 2 3 4 5 6  Black & Green 1992، صفحات 108–109.
47. 1 2 3 4 5 6  Nemet-Nejat 1998، صفحة 203.
48. ↑  Black & Green 1992، صفحات 182–184.
49. 1 2 3 4 5 6 7 8 9  Black & Green 1992، صفحة 135.
50. ↑  Henkelman 2011، صفحة 512.
51. 1 2  Asher-Greve & Westenholz 2013، صفحة 92.
52. 1 2 3 4 5 6  Black & Green 1992، صفحة 30.
53. ↑  Harris 1991، صفحات 261–278.
54. 1 2 3  Rogers 1998، صفحة 13.
55. ↑  Clay 2006، صفحة 101.
56. 1 2  Coleman & Davidson 2015، صفحة 108.
57. 1 2 3 4 5 6 7 8 9 10 11  Black & Green 1992، صفحة 76.
58. ↑  Black & Green 1992، صفحات 74 and 76.
59. ↑  Hallo 1996، صفحات 231–234.
60. ↑  Kramer 1983، صفحات 115–121.
61. ↑  Kramer 1963، صفحة 119.
62. 1 2 3 4 5 6 7 8 9 10 11 12 13  Black & Green 1992، صفحة 75.
63. ↑  Ataç 2018، صفحة 78.
64. ↑  Wright 2002، صفحات 34–35.
65. 1 2 3  Black & Green 1992، صفحة 128.
66. ↑  Schneider 2011، صفحة 59.
67. ↑  Kasak & Veede 2001، صفحة 20.
68. ↑  
  - Black & Green 1992، صفحة 128
  - Schneider 2011، صفحة 59
69. 1 2 3  Black & Green 1992، صفحة 37.
70. ↑  Lambert 1983a، صفحة 83.
71. ↑  Lambert 1983a، صفحات 85–86.
72. 1 2 3  Lambert 1983a، صفحة 82.
73. ↑  Black & Green 1992، صفحة 38.
74. ↑  Lambert 2013، صفحة 5.
75. ↑  Black & Green 1992، صفحات 37–38.
76. ↑  Lambert 2013، صفحة 246.
77. 1 2 3 4 5 6 7 8 9 10 11 12 13 14 15  Black & Green 1992، صفحة 133.
78. 1 2  Kasak & Veede 2001، صفحات 17–18.
79. ↑  Peterson 2011، صفحات 279–280.
80. 1 2 3 4 5 6  Black & Green 1992، صفحة 182.
81. 1 2 3 4 5 6 7 8 9  Black & Green 1992، صفحة 184.
82. 1 2  Pryke 2017، صفحات 36–37.
83. 1 2 3 4 5  Black & Green 1992، صفحة 108.
84. ↑  
  - Leick 1998، صفحة 87
  - Black & Green 1992، صفحات 108–109
  - Harris 1991، صفحات 261–278
85. ↑  Leick 1998، صفحة 87.
86. 1 2  Black & Green 1992، صفحة 109.
87. ↑  Wolkstein & Kramer 1983، صفحات ix–xi, xvi.
88. ↑  Wolkstein & Kramer 1983، صفحات xiii, xv.
89. ↑  Kramer 1961، صفحة 101.
90. ↑  Vanstiphout 1984، صفحات 225–228.
91. 1 2  Pryke 2017، صفحة 101.
92. 1 2  
  - Pryke 2017، صفحات 101–103
  - Kramer 1961، صفحات 83–96
  - Wolkstein & Kramer 1983، صفحات 52–71
93. ↑  Pryke 2017، صفحات 102–104.
94. ↑  Wolkstein & Kramer 1983، صفحات 71–89.
95. 1 2 3 4 5 6  Black & Green 1992، صفحة 140.
96. ↑  Asher-Greve & Westenholz 2013، صفحة 58.
97. ↑  Asher-Greve & Westenholz 2013، صفحة 137.
98. 1 2  Asher-Greve & Westenholz 2013، صفحة 61.
99. 1 2  Asher-Greve & Westenholz 2013، صفحة 42.
100. ↑  Asher-Greve & Westenholz 2013، صفحة 138.
101. 1 2  Asher-Greve & Westenholz 2013، صفحة 59.
102. ↑  Black & Green 1992، صفحة 146.
103. 1 2 3 4 5 6 7  Black & Green 1992، صفحة 142.
104. ↑  Black & Green 1992، صفحات 138, 142.
105. ↑  Mark 2017.
106. ↑  Black & Green 1992، صفحات 71, 138.
107. ↑  Robson 2015.
108. 1 2 3 4 5 6 7 8 9 10  Black & Green 1992، صفحة 143.
109. ↑  Penglase 1994، صفحة 43.
110. ↑  Kasak & Veede 2001، صفحات 25–26.
111. ↑  Black & Green 1992، صفحات 142–143.
112. ↑  Kasak & Veede 2001، صفحة 27.
113. ↑  Black & Green 1992، صفحة 136.
114. ↑  Kasak & Veede 2001، صفحة 28.
115. 1 2 3 4 5  Black & Green 1992، صفحة 72.
116. ↑  Wolkstein & Kramer 1983، صفحات 74–84.
117. 1 2 3  Ackerman 2006، صفحة 116.
118. ↑  Jacobsen 2008، صفحات 87–88.
119. ↑  Jacobsen 2008، صفحات 83–84.
120. ↑  Jacobsen 2008، صفحات 83–87.
121. 1 2 3 4 5 6 7  Black & Green 1992، صفحة 73.
122. 1 2  Jacobsen 2008، صفحات 74–84.
123. ↑  Wiggermann 1997، صفحة 34.
124. 1 2 3 4 5 6 7 8 9 10 11 12 13 14 15 16 17 18  Black & Green 1992، صفحة 77.
125. 1 2 3  Nemet-Nejat 1998، صفحة 184.
126. 1 2  Wolkstein & Kramer 1983، صفحة 55.
127. ↑  Wiggermann 1997، صفحة 24.
128. 1 2 3 4  Black & Green 1992، صفحة 101.
129. 1 2 3  Asher-Greve & Westenholz 2013، صفحة 252.
130. 1 2 3 4  Asher-Greve & Westenholz 2013، صفحة 82.
131. ↑  Asher-Greve & Westenholz 2013، صفحة 242.
132. 1 2  Asher-Greve & Westenholz 2013، صفحة 67.
133. ↑  Asher-Greve & Westenholz 2013، صفحات 82–83.
134. 1 2  Asher-Greve & Westenholz 2013، صفحة 100.
135. ↑  Asher-Greve & Westenholz 2013، صفحة 84.
136. 1 2  Asher-Greve & Westenholz 2013، صفحة 19.
137. ↑  Asher-Greve & Westenholz 2013، صفحة 189.
138. ↑  Asher-Greve & Westenholz 2013، صفحة 190.
139. ↑  Asher-Greve & Westenholz 2013، صفحة 205.
140. 1 2  Asher-Greve & Westenholz 2013، صفحة 66.
141. ↑  Asher-Greve & Westenholz 2013، صفحات 21–22.
142. 1 2  Asher-Greve & Westenholz 2013، صفحة 78.
143. 1 2 3 4  Sallaberger 2017، صفحة 164.
144. 1 2 3 4 5  Asher-Greve & Westenholz 2013، صفحة 77.
145. 1 2 3 4 5 6 7 8 9 10 11 12 13 14 15  Black & Green 1992، صفحة 110.
146. ↑  Schwemer 2007، صفحة 131.
147. 1 2 3 4 5 6 7 8 9 10 11 12 13 14 15  Black & Green 1992، صفحة 111.
148. 1 2  Schwemer 2007، صفحة 140.
149. 1 2  Schwemer 2007، صفحة 143.
150. 1 2  Schwemer 2007، صفحة 135.
151. ↑  Schwemer 2007، صفحة 121.
152. ↑  Schwemer 2007، صفحة 145.
153. 1 2  Schwemer 2007، صفحة 132.
154. ↑  Schwemer 2007، صفحة 137.
155. ↑  Schwemer 2007، صفحة 138.
156. ↑  Schwemer 2007، صفحة 130.
157. ↑  Schwemer 2007، صفحة 134.
158. ↑  Schwemer 2007، صفحات 123–133.
159. ↑  Schwemer 2007، صفحة 133.
160. ↑  Schwemer 2007، صفحة 147.
161. 1 2 3  Wiggermann 1997، صفحة 44.
162. 1 2  Wiggermann 1997، صفحة 42.
163. 1 2  Simons 2017، صفحة 86.
164. ↑  Wiggermann 1997، صفحة 43.
165. ↑  Wiggermann 1997، صفحة 48.
166. 1 2  Black & Green 1992، صفحة 134.
167. ↑  Stol 1998، صفحة 147.
168. ↑  Drewnowska-Rymarz 2008، صفحة 124.
169. ↑  Drewnowska-Rymarz 2008، صفحات 116–117.
170. ↑  Drewnowska-Rymarz 2008، صفحات 97–98.
171. ↑  Asher-Greve & Westenholz 2013، صفحة 267.
172. ↑  Peterson 2016، صفحة 38.
173. ↑  Drewnowska-Rymarz 2008، صفحة 9.
174. ↑  Drewnowska-Rymarz 2008، صفحات 23–24.
175. ↑  Drewnowska-Rymarz 2008، صفحة 40.
176. ↑  Drewnowska-Rymarz 2008، صفحات 42–43.
177. ↑  Drewnowska-Rymarz 2008، صفحات 160–161.
178. ↑  Asher-Greve & Westenholz 2013، صفحة 165.
179. ↑  Asher-Greve & Westenholz 2013، صفحة 169.
180. 1 2 3  Wiggermann 1997، صفحة 35.
181. 1 2  Black & Green 1992، صفحة 137.
182. ↑  Wiggermann 1997، صفحة 47.
183. ↑  Wiggermann 1992، صفحات 168–169.
184. ↑  Wiggermann 1997، صفحات 37–38.
185. ↑  Black & Green 1992، صفحات 140–141.
186. ↑  Asher-Greve & Westenholz 2013، صفحة 112.
187. ↑  Asher-Greve & Westenholz 2013، صفحة 147.
188. 1 2  Leick 2013، صفحة 67.
189. ↑  Wiggermann 1998، صفحة 491.
190. 1 2 3  Black & Green 1992، صفحة 141.
191. 1 2 3  Wiggermann 1998، صفحة 497.
192. 1 2 3 4 5  Pryke 2017، صفحة 94.
193. ↑  Wiggermann 1988، صفحات 228–229.
194. ↑  Drewnowska-Rymarz 2008، صفحة 23.
195. ↑  Wiggermann 1998، صفحة 498.
196. ↑  Kramer 1961، صفحات 67–68.
197. ↑  Wolkstein & Kramer 1983، صفحات 20–27.
198. ↑  Kramer 1961، صفحات 92–94.
199. ↑  Wolkstein & Kramer 1983، صفحات 61–63.
200. ↑  Wiggermann 1998، صفحة 496.
201. ↑  Asher-Greve & Westenholz 2013، صفحة 132.
202. ↑  Asher-Greve & Westenholz 2013، صفحة 234.
203. 1 2 3 4  Michalowski 1998، صفحة 576.
204. ↑  Michalowski 1998، صفحة 577.
205. ↑  Asher-Greve & Westenholz 2013، صفحات 145–146.
206. 1 2 3  Michalowski 1998، صفحة 578.
207. ↑  Michalowski 1998، صفحة 579.
208. 1 2 3 4 5  Black & Green 1992، صفحة 187.
209. ↑  Sallaberger 2017، صفحة 165.
210. ↑  Sallaberger 2017، صفحة 168.
211. ↑  Sallaberger 2017، صفحة 167.
212. ↑  Asher-Greve & Westenholz 2013، صفحات 93–94.
213. ↑  Horowitz 1998، صفحات 107–147.
214. ↑  Black & Green 1992، صفحات 53–54.
215. 1 2  Kramer 1961، صفحات 30–41.
216. 1 2 3  Horowitz 1998، صفحات 107–108.
217. ↑  Horowitz 1998، صفحة 134.
218. ↑  Horowitz 1998، صفحات 107–134.
219. 1 2  Horowitz 1998، صفحة 108.
220. ↑  Lambert 2013، صفحات 405–426.
221. ↑  Lambert 2013، صفحة 389.
222. ↑  Lambert 2013، صفحة 304.
223. 1 2 3  Black & Green 1992، صفحة 27.
224. 1 2  Lambert 2013، صفحة 418.
225. 1 2 3 4  Lambert 2013، صفحة 424.
226. ↑  Litke 1998، صفحات 22–23.
227. ↑  Krebernik 2003، صفحة 160.
228. ↑  George 1992، صفحة 327.
229. ↑  Krebernik 2003، صفحة 161.
230. ↑  Lambert 2013، صفحات 4–5.
231. ↑  Lambert 2013، صفحة 223.
232. ↑  Lambert 2013، صفحات 316-317.
233. 1 2  Lambert 2013، صفحة 411.
234. ↑  Lambert 2013، صفحة 412.
235. 1 2  Lambert 2013، صفحة 417.
236. ↑  Lambert 2013، صفحة 406.
237. ↑  Lambert 2013، صفحة 216.
238. 1 2  Lambert 2013، صفحة 284.
239. ↑  Lambert 2013، صفحة 285.
240. ↑  Lambert 2013، صفحة 281.
241. 1 2  Lambert 2013، صفحة 303.
242. ↑  Lambert 2013، صفحة 302.
243. ↑  Black & Green 1992، صفحة 177.
244. ↑  Peterson 2016a، صفحة 35.
245. 1 2  Asher-Greve Westenholz، صفحة 131.
246. ↑  Cavigneaux & Krebernik 1998a، صفحة 327.
247. ↑  Krul 2018، صفحات 353-354.
248. ↑  Krul 2018، صفحة 359.
249. ↑  Beaulieu 1992، صفحة 64.
250. 1 2 3  Beaulieu 1992، صفحة 65.
251. ↑  Wiggermann 1998، صفحة 493.
252. ↑  Wiggermann 1998a، صفحة 368.
253. ↑  Jacobsen 1987، صفحة 52.
254. ↑  Wasserman 2008، صفحة 79.
255. ↑  Asher-Greve & Westenholz 2013، صفحة 104.
256. 1 2 3 4 5  Stephens 2013.
257. ↑  Asher-Greve & Westenholz 2013، صفحة 105.
258. ↑  Black & Green 1992، صفحات 34–35.
259. ↑  Asher-Greve & Westenholz 2013، صفحة 255.
260. ↑  Asher-Greve & Westenholz 2013، صفحة 71.
261. ↑  Asher-Greve & Westenholz 2013، صفحة 133.
262. ↑  Asher-Greve & Westenholz 2013، صفحة 260.
263. ↑  Asher-Greve & Westenholz 2013، صفحة 261.
264. ↑  Asher-Greve & Westenholz 2013، صفحة 262.
265. 1 2  Black & Green 1992، صفحة 36.
266. 1 2 3 4 5 6 7 8 9  Black & Green 1992، صفحة 122.
267. ↑  Schwemer 2001، صفحة 85.
268. ↑  Such-Gutiérrez 2005، صفحة 6.
269. ↑  George 1993، صفحة 106.
270. 1 2 3 4 5 6 7 8 9 10 11 12 13 14 15  Black & Green 1992، صفحة 173.
271. ↑  George 1999، صفحات 224–225.
272. 1 2  Asher-Greve & Westenholz 2013، صفحة 119.
273. ↑  Asher-Greve & Westenholz 2013، صفحة 251.
274. 1 2 3 4 5  Holland 2009، صفحة 115.
275. 1 2  Krebernik 1987، صفحة 115.
276. ↑  George 1993، صفحة 80.
277. ↑  George 1993، صفحة 78.
278. ↑  George 1993، صفحة 37.
279. ↑  George 1993، صفحات 37-38.
280. 1 2 3  Black & Green 1992، صفحة 89.
281. ↑  George 2003، صفحات 124-125.
282. ↑  Dalley 1989، صفحة 40.
283. ↑  George 2003، صفحات 125–126.
284. ↑  George 2003، صفحات 126–128.
285. ↑  George 2003، صفحة 129.
286. ↑  George 2003، صفحة 130.
287. ↑  Cavigneaux & Krebernik 1998، صفحة 617.
288. 1 2 3 4 5 6 7 8  Black & Green 1992، صفحة 56.
289. 1 2 3 4 5 6 7 8 9 10 11  Black & Green 1992، صفحة 88.
290. 1 2 3 4 5  Black & Green 1992، صفحة 138.
291. 1 2 3  Black & Green 1992، صفحة 139.
292. ↑  Black & Green 1992، صفحات 139–140.
293. ↑  F. Graf, Nordionische Kulte (Rome) 1985:111, noted by Jan N. Bremmer, "Attis: A Greek God in Anatolian Pessinous and Catullan Rome" Mnemosyne, Fourth Series, 57.5 (2004:534-573) p. 539.
294. 1 2 3  Kramer 1963، صفحة 220.
295. 1 2  Kramer 1963، صفحات 220–221.
296. 1 2  Kramer 1963، صفحات 221–222.
297. 1 2  Kramer 1963، صفحة 222.
298. 1 2  Fontenrose 1980، صفحة 440.
299. 1 2 3 4 5  Doniger 1990، صفحة 120.
300. ↑  Wills 2002، صفحة 53.
301. 1 2 3 4 5  Black & Green 1992، صفحة 49.
302. 1 2 3 4 5 6  Black & Green 1992، صفحة 57.
303. 1 2  Black & Green 1992، صفحات 57, 73.
304. 1 2  Kramer 1961، صفحات 49–50.
305. 1 2  Kramer 1961، صفحة 50.
306. 1 2 3 4  Kramer 1961، صفحة 51.
307. ↑  Kramer 1961، صفحات 101–103.
308. ↑  Wolkstein & Kramer 1983، صفحات 30–49.
309. 1 2 3 4 5 6  Horry 2016.
310. 1 2 3 4  Simons 2017، صفحة 88.
311. 1 2 3 4 5  Simons 2017، صفحة 89.
312. ↑  Simons 2017، صفحات 88–89.
313. 1 2 3  Armstrong 1996، صفحة 736.
314. 1 2 3  Black & Green 1992، صفحة 86.
315. 1 2 3 4 5 6 7 8 9 10 11 12 13 14 15 16 17  Black & Green 1992، صفحة 145.
316. ↑  Kramer 1961، صفحة 90.
317. ↑  Jordan 2002، صفحة 91.
318. 1 2  Jordan 2002، صفحة 110.
319. 1 2 3 4 5  Black & Green 1992، صفحة 148.
320. 1 2  Jordan 2002، صفحة 111.
321. 1 2 3 4 5 6 7 8 9  Weeden 2016.
322. ↑  Jordan 2002، صفحة 117.
323. ↑  Jordan 2002، صفحة 102.
324. ↑  Jordan 2002، صفحة 120.
325. 1 2 3 4  Black & Green 1992، صفحة 39.
326. 1 2  McCall 1990، صفحة 65.
327. 1 2 3 4 5 6  Black & Green 1992، صفحة 107.
328. ↑  Black & Green 1992، صفحات 107–108.
329. 1 2  Kramer 1961، صفحات 33–34.
330. 1 2  Pryke 2017، صفحات 153–154.
331. 1 2 3 4 5 6 7 8  Black & Green 1992، صفحة 112.
332. ↑  Jordan 2002، صفحة 152.
333. ↑  Jordan 2002، صفحة 168.
334. 1 2 3 4 5 6 7 8 9 10 11  Black & Green 1992، صفحة 123.
335. 1 2 3 4 5  Black & Green 1992، صفحة 124.
336. ↑  Black & Green 1992، صفحات 123–124.
337. 1 2 3 4 5 6  Black & Green 1992، صفحة 116.
338. ↑  Jordan 2002، صفحة 187.
339. 1 2  Black & Green 1992، صفحة 129.
340. ↑  Black & Green 1992، صفحات 129–130.
341. 1 2 3  Kramer 1961، صفحة 87.
342. 1 2  Wolkstein & Kramer 1983، صفحات 157–159.
343. 1 2 3 4  Jordan 2002، صفحة 221.
344. ↑  Ceccarelli 2016، صفحة 21.
345. 1 2 3 4  Launderville 2010، صفحة 184.
346. 1 2  Jacobsen 1987، صفحة 195.
347. ↑  Jordan 2002، صفحة 183.
348. 1 2 3 4  Black & Green 1992، صفحة 132.
349. ↑  "Discover the Oldest Beer Recipe in History From Ancient Sumeria, 1800 B.C." نسخة محفوظة 16 أبريل 2019 على موقع واي باك مشين.
350. 1 2 3 4 5  Jordan 2002، صفحة 223.
351. ↑  Jordan 2002، صفحات 90, 223.
352. 1 2 3 4 5 6 7  Stephens 2016.
353. ↑  Black & Green 1992، صفحات 132–133.
354. ↑  Black & Green 1992، صفحات 147–148.
355. 1 2 3 4 5  George 1999، صفحة 225.
356. ↑  George Roux (1966). Ancient Iraq.
357. ↑  Jordan 2002، صفحة 245.
358. ↑  Jordan 2002، صفحات 286–287.
359. ↑  Wolkstein & Kramer 1983، صفحات 85–87.
360. 1 2  Ackerman 2005، صفحات 130–131.
361. 1 2 3 4 5 6 7 8  Horry 2013.
362. 1 2 3 4 5  Jacobsen 1987، صفحة 184.
363. ↑  Ancient Mesopotamian Gods and Goddesses - Numušda (god) نسخة محفوظة 31 مارس 2019 على موقع واي باك مشين.
364. ↑  Sumerian Mythology: Chapter II. Myths of Origins نسخة محفوظة 22 ديسمبر 2018 على موقع واي باك مشين.
365. ↑  Mesopotamian religion and Ereshkigal under Encyclopædia Britannica
366. ↑  An Encyclopaedia of Religions by Maurice Arthur Canney p. 258
367. ↑  The Image of the Netherworld in the Sumerian Sources - Dina Katz - كتب Google نسخة محفوظة 2020-04-27 على موقع واي باك مشين.
368. ↑  https://books.google.ca/books?id=P_66HbZOPK4C&redir_esc=y نسخة محفوظة 2023-04-21 على موقع واي باك مشين.
369. ↑  Ninlil (Mulliltu, Mullissu, Mylitta) (goddess) نسخة محفوظة 2023-01-31 على موقع واي باك مشين.

باللغة العربية
1. ↑  خزعل الماجدي 2018، صفحة 225
2. ↑  خزعل الماجدي 2018، صفحة 238
3. ↑  خزعل الماجدي 2018، صفحة 285
4. ↑  فراس السواح 2017، صفحة 239
5. 1 2 3  خزعل الماجدي 1998، صفحة 23
6. ↑  فراس السواح 2017، صفحة 254
7. 1 2 3 4 5  حنا عبود 2018، صفحة 589
8. ↑  فراس السواح 2017، صفحة 241
9. ↑  فراس السواح 2017، صفحة 242
10. ↑  حنا عبود 2018، صفحة 421
11. 1 2 3 4 5 6 7  حنا عبود 2018، صفحة 611
12. 1 2 3 4 5 6  فراس السواح 2017، صفحة 233
13. 1 2  خزعل الماجدي 2018، صفحة 187
14. ↑  انظر:
  - فراس السواح 2017، صفحات 232-233
  - حنا عبود 2018، صفحة 613
  - خزعل الماجدي 2018، صفحات 188-189
  - ماكس شابيرو ورودا هندركس 2008، صفحة 185
  - إمام عبد الفتاح إمام 1995، صفحة 30
  - إدزارد 2000، صفحات 173-174
15. 1 2 3  فراس السواح 2017، صفحات 253-254
16. 1 2 3 4 5  ماكس شابيرو ورودا هندركس 2008، صفحة 183
17. 1 2 3 4 5 6 7  إدزارد 2000، صفحة 167
18. 1 2 3 4 5 6 7 8  إمام عبد الفتاح إمام 1995، صفحة 21
19. 1 2 3 4 5  حنا عبود 2018، صفحة 606
20. 1 2 3  خزعل الماجدي 2018، صفحة 192
21. ↑  خزعل الماجدي 2018، صفحة 228
22. ↑  حنا عبود 2018، صفحة 149
23. ↑  حنا عبود 2018، صفحة 429
24. ↑  عبد المنعم المحجوب 2016، صفحة 175
25. 1 2 3 4  حنا عبود 2018، صفحة 594
26. 1 2 3 4 5 6 7  خزعل الماجدي 2018، صفحة 316
27. 1 2  حنا عبود 2018، صفحة 610
28. 1 2 3  خزعل الماجدي 2018، صفحة 279
29. 1 2  خزعل الماجدي 2018، صفحة 472
30. 1 2  خزعل الماجدي 2018، صفحة 244
31. ↑  خزعل الماجدي 2018، صفحة 252
32. ↑  خزعل الماجدي 2018، صفحة 253
33. ↑  خزعل الماجدي 2018، صفحة 308-314
34. ↑  خزعل الماجدي 2018، صفحة 515
35. ↑  طلال محمود حرب 1999، صفحة 340
36. ↑  انظر:

  - حنا عبود 2018، صفحة 293
  - خزعل الماجدي 2018، صفحة 281
  - إمام عبد الفتاح إمام 1995، صفحة 344
  - إدزارد 2000، صفحة 104
37. 1 2 3 4  إدزارد 2000، صفحة 104
38. 1 2  إمام عبد الفتاح إمام 1995، صفحة 344
39. 1 2  حنا عبود 2018، صفحة 293
40. ↑  حنا عبود 2018، صفحة 110
41. ↑  جيريمي بلاك وأنطوني جرين: الآلهة, والشياطين والرموز من بلاد ما بين النهرين القديمة: قاموس مصور
42. ↑  فاضل عبد الواحد 1997، صفحة 162

### ثبت المراجع
باللغة الإنجليزية
- Ackerman، Susan (2005)، When Heroes Love: The Ambiguity of Eros in the Stories of Gilgamesh and David، New York City, New York: Columbia University Press، ص. 130–131، ISBN:978-0-231-13260-2، مؤرشف من الأصل في 2022-12-05
- Ackerman، Susan (2006) [1989]، Day، Peggy Lynne (المحرر)، Gender and Difference in Ancient Israel، Minneapolis, Minnesota: Fortress Press، ISBN:978-0-8006-2393-7، مؤرشف من الأصل في 2022-10-28
- al-Salihi، Wathiq I. (1996). "Two cult-statues from Hatra". Iraq. ج. 58: 105–108. DOI:10.1017/S002108890000320X.
- Alvarez-Mon، J. (2018). "Puzur-Inšušinak, the last king of Akkad? Text and Image Reconsidered.". في Nasrabadi، B. (المحرر). Elam and its neighbors recent research and new perspectives: proceedings of the international congress held at Johannes Gutenberg University Mainz, September 21-23, 2016. Hildesheim: Verlag Franzbecker. ISBN:978-3-88120-868-0. OCLC:1159428969.
- Andrade، Nathanael J. (2013)، Syrian Identity in the Greco-Roman World، Cambridge, England: Cambridge University Press، ISBN:978-1-107-01205-9، مؤرشف من الأصل في 2021-11-20
- Archi، Alfonso (2010). "HADDA OF ḪALAB AND HIS TEMPLE IN THE EBLA PERIOD". Iraq. British Institute for the Study of Iraq, Cambridge University Press. ج. 72: 3–17. DOI:10.1017/S0021088900000565. ISSN:0021-0889. JSTOR:20779017. S2CID:191962310. مؤرشف من الأصل في 2023-02-10. اطلع عليه بتاريخ 2021-07-28.
- Archi، Alfonso (1990). "The Names of the Primeval Gods". Orientalia. GBPress- Gregorian Biblical Press. ج. 59 ع. 2: 114–129. ISSN:0030-5367. JSTOR:43075881. مؤرشف من الأصل في 2022-11-13. اطلع عليه بتاريخ 2021-08-07.
- Archi، Alfonso (2013). "The West Hurrian Pantheon and Its Background". في Collins، B. J.؛ Michalowski، P. (المحررون). Beyond Hatti: a tribute to Gary Beckman. Atlanta: Lockwood Press. ISBN:978-1-937040-11-6. OCLC:882106763.
- Archi، Alfonso (2004). "Translation of Gods: Kumarpi, Enlil, Dagan/NISABA, Ḫalki". Orientalia. GBPress- Gregorian Biblical Press. ج. 73 ع. 4: 319–336. ISSN:0030-5367. JSTOR:43078173. مؤرشف من الأصل في 2022-10-07. اطلع عليه بتاريخ 2021-07-28.
- Armstrong، James A. (1996)، "Uruk"، في Fagan، Brian M.؛ Beck، Charlotte؛ Michaels، George؛ Scarre، Chris؛ Silberman، Neil Asher (المحررون)، The Oxford Companion to Archaeology، Oxford, England: Oxford University Press، ص. 735–736، ISBN:978-0-19-507618-9
- Asher-Greve، Julia M.؛ Westenholz، Joan G. (2013). Goddesses in Context: On Divine Powers, Roles, Relationships and Gender in Mesopotamian Textual and Visual Sources (PDF). ISBN:978-3-7278-1738-0. مؤرشف من الأصل (PDF) في 2022-10-11.
- Ataç، Mehmet-Ali (2018)، Art and Immortality in the Ancient Near East، Cambridge University Press، ISBN:978-1-107-15495-7، مؤرشف من الأصل في 2021-11-20
- Barjamovic، Gojko (2012). "Propaganda and practice in Assyrian and Persian imperial culture". في Bang، Peter Fibiger؛ Kolodziejczyk، Dariusz (المحررون). Universal Empire. Cambridge: Cambridge University Press. ص. 43–59. DOI:10.1017/cbo9781139136952.004. ISBN:9781139136952.
- Bauer، Josef (1987)، "LUM-ma"، Reallexikon der Assyriologie، اطلع عليه بتاريخ 2021-09-25
- Bautsch، Kelly Coblentz (2003)، "A Study of the Geography of 1 Enoch 17-19: No One Has Seen What I Have Seen"، Supplements to the Journal for the Study of Judaism، Leiden, The Netherlands and Boston, Massachusetts: Brill، ISBN:978-90-04-13103-3، ISSN:1384-2161، مؤرشف من الأصل في 2022-04-20
- Beaulieu، Paul-Alain (1992). "Antiquarian Theology in Seleucid Uruk". Acta Sumerologica. ج. 14. مؤرشف من الأصل في 2022-09-21.
- Beaulieu، Paul-Alain (2003). The pantheon of Uruk during the neo-Babylonian period. Leiden Boston: Brill STYX. ISBN:978-90-04-13024-1. OCLC:51944564.
- Beaulieu، Paul-Alain (2014). "Nabû and Apollo: the two faces of Seleucid religious policy". Orient und Okzident in Hellenistischer Zeit: 13–30. مؤرشف من الأصل في 2021-10-19.
- Beckman، Gary (1998). "Ištar of Nineveh Reconsidered". Journal of Cuneiform Studies. American Schools of Oriental Research. ج. 50: 1–10. DOI:10.2307/1360026. ISSN:0022-0256. JSTOR:1360026. S2CID:163362140. مؤرشف من الأصل في 2022-10-24. اطلع عليه بتاريخ 2021-07-28.
- Beckman، Gary (1999). "The Goddess Pirinkir and Her Ritual from Ḫattuša (CTH 644)". Ktèma : Civilisations de l'Orient, de la Grèce et de Rome antiques. PERSEE Program. ج. 24 ع. 1: 25–39. DOI:10.3406/ktema.1999.2206. hdl:2027.42/77419. ISSN:0221-5896.
- Behrens، Herman؛ Klein، Jacob (1998)، "Ninegalla"، Reallexikon der Assyriologie، اطلع عليه بتاريخ 2021-08-12
- Betz، Arnold Gottfried (2000)، "Monotheism"، في Freedman، David Noel؛ Myer، Allen C. (المحررون)، Eerdmans Dictionary of the Bible، Wm. B. Eerdmans Publishing Co.، ISBN:978-90-5356-503-2
- Black، Jeremy؛ Green، Anthony (1992)، Gods, Demons and Symbols of Ancient Mesopotamia: An Illustrated Dictionary، The British Museum Press، ISBN:978-0-7141-1705-8
- Blum، Erhard (1998)، "Issues and Problems in the Contemporary Debate Regarding the Priestly Writings"، في Shectman، Sarah؛ Baden، Joel S. (المحررون)، The strata of the priestly writings: contemporary debate and future directions، Zürich, Switzerland: Theologischer Verlag، ص. 32–33، ISBN:978-3-290-17536-8
- Bricault، Laurent؛ Bonnet، Corinne (2013). Panthée: religious transformations in the Graeco-Roman Empire. USA: Brill. ISBN:978-9-004-25690-3.
- Brisch، Nicole (2016)، "Anunna (Anunnaku, Anunnaki) (a group of gods)"، Ancient Mesopotamian Gods and Goddesses، University of Pennsylvania Museum، مؤرشف من الأصل في 2022-12-14، اطلع عليه بتاريخ 2018-05-09
- Budin، Stephanie L. (2004)، "A Reconsideration of the Aphrodite-Ashtart Syncretism"، Numen، ج. 51، ص. 95–145، DOI:10.1163/156852704323056643
- Burkert، Walter (2005)، "Chapter Twenty: Near Eastern Connections"، في Foley، John Miles (المحرر)، A Companion to Ancient Epic، New York City, New York and London, England: Blackwell Publishing، ISBN:978-1-4051-0524-8، مؤرشف من الأصل في 2022-10-15
- Cavigneaux, Antoine; Krebernik, Manfred (1998), "Nungal", Reallexikon der Assyriologie (بالألمانية), Retrieved 2021-08-12
- Cavigneaux, Antoine; Krebernik, Manfred (1998a), "Nin-amaʾarḫuššu", Reallexikon der Assyriologie (بالألمانية), Retrieved 2021-09-28
- Ceccarelli، Manuel (2016)، Enki und Ninmah: Eine mythische Erzählung in sumerischer Sprache، Orientalische Relionen in der Antik، Tübingen, Germany: Mohr Siebeck، ج. 16، ISBN:978-3-16-154278-7، مؤرشف من الأصل في 2022-01-17
- Clay، Albert Tobias (2006) [1923]، The Origin of Biblical Traditions: Hebrew Legends in Babylonia and Israel، Eugene, Oregon: Wipf & Stock Publishers، ISBN:978-1-59752-718-7، مؤرشف من الأصل في 2022-05-01
- Cohen، Getzel M. (2013). The Hellenistic settlements in the East from Armenia and Mesopotamia to Bactria and India. USA: University of California Press. ISBN:978-0-520-95356-7.
- Coleman، J. A.؛ Davidson، George (2015)، The Dictionary of Mythology: An A-Z of Themes, Legends, and Heroes، London, England: Arcturus Publishing Limited، ISBN:978-1-78404-478-7، مؤرشف من الأصل في 2022-04-25
- Dalley، Stephanie (1989)، Myths from Mesopotamia: Creation, the Flood, Gilgamesh, and Others، Oxford, England: Oxford University Press، ISBN:978-0-19-283589-5، مؤرشف من الأصل في 2021-12-16
- Day، John (2002)، Yahweh and the Gods and Goddesses of Canaan، New York City, new York and London, England: Continuum International Publishing Group، ISBN:978-0-567-53783-6، مؤرشف من الأصل في 2022-06-17
- Dever، William G. (2003)، Who Were the Early Israelites and Where Did They Come From?، Grand Rapids, Michigan: Wm. B. Eerdmans Publishing Co.، ISBN:978-0-8028-4416-3، مؤرشف من الأصل في 2022-10-22
- Dillery، John D. (2014). Clio's Other Sons: Berossus and Mantheo. USA: University of Michigan Press. ISBN:978-0-472-05227-1. OCLC:1066106613.
- Dirven، Lucinda (2014). "Religious continuity and change in Parthian Mesopotamia: A note on the survival of Babylonian traditions" (PDF). Journal of Ancient Near Eastern History. ج. 1 ع. 2: 201–229. DOI:10.1515/janeh-2014-0004. S2CID:140595319. مؤرشف من الأصل (PDF) في 2021-11-20.[وصلة مكسورة]
- Doniger، Wendy (1990)، Merriam-Webster's Encyclopedia of World Religions، Springfield, Massachusetts: Merriam-Webster, Incorporated، ISBN:978-0-87779-044-0، مؤرشف من الأصل في 2021-11-12
- Drewnowska-Rymarz، Olga (2008). Mesopotamian goddess Nanāja. Warszawa: Agade. ISBN:978-83-87111-41-0. OCLC:263460607.
- Drijvers، Henrik J. W. (1980). Cults and beliefs at Edessa. USA: Brill. ISBN:978-9-004-29562-9.
- Edzard، Dietz-Otto (1980)، "Kanisurra"، Reallexikon der Assyriologie، اطلع عليه بتاريخ 2021-09-27
- Edzard، Dietz-Otto؛ Lambert، Wilfred G. (1980)، "Kingaludda"، Reallexikon der Assyriologie، اطلع عليه بتاريخ 2021-09-27
- Erickson، Kyle (2011). "Apollo-Nabû: The Babylonian policy of Antiochus I." (PDF). Philippika. ج. 50: 51–66. مؤرشف من الأصل (PDF) في 2021-11-20.[وصلة مكسورة]
- Falkenstein، A. (1965)، "Die Anunna in der sumerischen Überlieferung"، Assyriological Studies، Chicago, Illinois: The Oriental Institute of the University of Chicago، ص. 127–140
- Fechner، Josephine؛ Tanret، Michel (2014)، "Uttu"، Reallexikon der Assyriologie، اطلع عليه بتاريخ 2021-08-11
- Finkelstein، Israel؛ Silberman، Neil Asher (2001)، The Bible Unearthed: Archaeology's New Vision of Ancient Israel and the Origin of Sacred Texts، New York City, New York: Simon and Schuster، ISBN:978-0-7432-2338-6، مؤرشف من الأصل في 2022-05-14
- Fontenrose، Joseph Eddy (1980) [1959]، Python: A Study of Delphic Myth and Its Origins، Berkeley, California, Los Angeles, California, and London, England: The University of California Press، ISBN:978-0-520-04106-6، مؤرشف من الأصل في 2022-04-25
- Gelb، Ignace (1973). Hurrians and Subarians. Chicago London: University of Chicago Press. ISBN:978-0-226-62393-1. OCLC:16252979.
- George، Andrew (1999)، "Glossary of Proper Nouns"، The Epic of Gilgamesh: The Babylonian Epic Poem and Other Texts in Akkadian and Sumerian، London, England, New York City, New York, Melbourne, Australia, Toronto, Ontario, New Delhi, India, Auckland, New Zealand, and Rosebank, South Africa: Penguin Books، ISBN:978-0-14-044919-8
- George، Andrew R. (2003). The Babylonian Gilgamesh epic: introduction, critical edition and cuneiform texts. Oxford New York: Oxford University Press. ISBN:0-19-814922-0. OCLC:51668477.
- Grabbe، Lester L. (2010)، An Introduction to Second Temple Judaism، New York City, New York and London, England: A&C Black، ISBN:978-0-567-55248-8، مؤرشف من الأصل في 2022-10-25
- Hallo، William W. (1996)، "Review: Enki and the Theology of Eridu"، Journal of the American Oriental Society، American Oriental Society، ج. 116، ص. 231–234، DOI:10.2307/605698، JSTOR:605698
- Harris، Rivkah (فبراير 1991)، "Inanna-Ishtar as Paradox and a Coincidence of Opposites"، History of Religions، ج. 30، ص. 261–278، DOI:10.1086/463228، JSTOR:1062957، S2CID:162322517
- Henkelman، Wouter F. M. (2011)، "Šimut"، Reallexikon der Assyriologie، اطلع عليه بتاريخ 2021-07-28
- Henkelman، Wouter F. M. (2008). The other gods who are: studies in Elamite-Iranian acculturation based on the Persepolis fortification texts. Leiden: Nederlands Instituut voor het Nabije Oosten. ISBN:978-90-6258-414-7.
- Herbert، Sharon. C (2003). "The Hellenistic Archives from Tel Kedesh (Israel) and Seleucia-on-the-Tigris (Iraq)". Bulletin. USA: MI: MPublishing, University of Michigan Library. ج. 15. hdl:2027/spo.0054307.0015.104. مؤرشف من الأصل في 2021-11-20.
- Holland، Glenn Stanfield (2009)، Gods in the Desert: Religions of the Ancient Near East، Lanham, Maryland, Boulder, Colorado, New York City, New York, Toronto, Ontario, and Plymouth, England: Rowman & Littlefield Publishers, Inc.، ISBN:978-0-7425-9979-6، مؤرشف من الأصل في 2022-10-28
- Horowitz، Wayne (1998)، Mesopotamian Cosmic Geography، Mesopotamian Civilizations، Winona Lake, Indiana: Eisenbrauns، ISBN:978-0-931464-99-7، مؤرشف من الأصل في 2022-05-05
- Horry، Ruth (2013)، "Tašmetu (goddess); Divine consort of the god Nabu, associated with wisdom and sexual attractiveness"، Ancient Mesopotamian Gods and Goddesses، Open Richly Annotated Cuneiform Corpus, UK Higher Education Academy، مؤرشف من الأصل في 2022-09-21، اطلع عليه بتاريخ 2018-05-09
- Horry، Ruth (2016)، "Erra (god); God of war and plagues, who later became closely associated with the underworld god Nergal"، Ancient Mesopotamian Gods and Goddesses، Open Richly Annotated Cuneiform Corpus, UK Higher Education Academy، مؤرشف من الأصل في 2022-09-21، اطلع عليه بتاريخ 2018-05-09
- Litke، Richard L. (1998). A reconstruction of the Assyro-Babylonian god lists, AN:dA-nu-umm and AN:Anu šá Ameli. New Haven: Yale Babylonian Collection. ISBN:978-0-9667495-0-2. OCLC:470337605.
- Jacobsen، Thorkild (2008) [1970]، "Toward the Image of Tammuz"، في Moran، William L. (المحرر)، Toward the Image of Tammuz and Other Essays on Mesopotamian History and Culture، Eugene, Oregon: Wipf & Stock، ص. 73–103، ISBN:978-1-55635-952-1، مؤرشف من الأصل في 2022-10-28
- Jacobsen، Thorkild (1987)، The Harps that Once...: Sumerian Poetry in Translation، New Haven, Connecticut: Yale University Press، ISBN:978-0-300-07278-5، مؤرشف من الأصل في 2022-10-16
- James، Edwin Oliver (1963)، The Worship of the Sky-god: A Comparative Study in Semitic and Indo-European Religion، London, England: Athlone Press، ASIN:B000PD61S2
- Jordan، Michael (2002) [1993]، Encyclopedia of Gods، London, England: Kyle Cathie Limited، ISBN:978-0-8160-5923-2، مؤرشف من الأصل في 2022-10-28
- Kasak، Enn؛ Veede، Raul (2001)، Kõiva، Mare؛ Kuperjanov، Andres (المحررون)، "Understanding Planets in Ancient Mesopotamia" (PDF)، Folklore: Electronic Journal of Folklore، Tartu, Estonia: Folk Belief and Media Group of ELM، ج. 16، ص. 7–33، CiteSeerX:10.1.1.570.6778، DOI:10.7592/FEJF2001.16.planets، ISSN:1406-0957، مؤرشف من الأصل (PDF) في 2023-01-25
- Katz، Dina (1995). "Inanna's Descent and Undressing the Dead as a Divine Law". Zeitschrift für Assyriologie und Vorderasiatische Archäologie. Walter de Gruyter GmbH. ج. 85 ع. 2: 221–233. DOI:10.1515/zava.1995.85.2.221. ISSN:0084-5299. S2CID:161464047. مؤرشف من الأصل في 2022-12-21.
- Katz، Dina (2003)، The Image of the Underworld in Sumerian Sources، Bethesda, Maryland: CDL Press
- Kramer، Samuel Noah (1961)، Sumerian Mythology: A Study of Spiritual and Literary Achievement in the Third Millennium B.C.: Revised Edition، Philadelphia, Pennsylvania: University of Pennsylvania Press، ISBN:978-0-8122-1047-7، مؤرشف من الأصل في 2022-10-01
- Kramer، Samuel Noah (1963)، The Sumerians: Their History, Culture, and Character، Chicago, Illinois: University of Chicago Press، ISBN:978-0-226-45238-8، مؤرشف من الأصل في 2022-07-17
- Kramer، Samuel Noah (1983)، "The Sumerian Deluge Myth: Reviewed and Revised"، Anatolian Studies، Ankara, Turkey: British Institute at Ankara، ج. 33، ص. 115–121، DOI:10.2307/3642699، JSTOR:3642699
- Krebernik, Manfred (1997), "Meskilak, Mesikila, Ninsikila", Reallexikon der Assyriologie (بالألمانية), Retrieved 2021-07-28
- Krebernik, Manfred (1998), "Nanšak", Reallexikon der Assyriologie (بالألمانية), Retrieved 2021-07-28
- Krebernik, Manfred (2008), "Richtergott(heiten)", Reallexikon der Assyriologie (بالألمانية), Retrieved 2021-09-28
- Lambert، Wilfred G. (1980a)، "Išme-karāb"، Reallexikon der Assyriologie، اطلع عليه بتاريخ 2021-08-11
- Lambert، Wilfred G. (1980)، "Jabnu"، Reallexikon der Assyriologie، اطلع عليه بتاريخ 2021-07-28
- Lambert، Wilfred G. (1983)، "Lāgamāl"، Reallexikon der Assyriologie، اطلع عليه بتاريخ 2021-08-11
- Lambert، Wilfred G. (1983a). "The God Aššur". Iraq. British Institute for the Study of Iraq. ج. 45 ع. 1: 82–86. DOI:10.2307/4200181. ISSN:0021-0889. JSTOR:4200181. مؤرشف من الأصل في 2022-09-22. اطلع عليه بتاريخ 2021-09-12.
- Lambert، Wilfred G. (1987)، "Manziʾat/Mazziʾat/Mazzât/Mazzêt"، Reallexikon der Assyriologie، اطلع عليه بتاريخ 2021-07-28
- Lambert، Wilfred G. (1987a)، "Manziniri"، Reallexikon der Assyriologie، اطلع عليه بتاريخ 2021-10-05
- Lambert، Wilfred G. (2013). Babylonian creation myths. Winona Lake, Indiana: Eisenbrauns. ISBN:978-1-57506-861-9. OCLC:861537250.
- Launderville، Dale (2010)، Celibacy in the Ancient World: Its Ideal and Practice in Pre-Hellenistic Israel, Mesopotamia, and Greece، A Michael Glazier Book، Collegeville, Maryland: Liturgical Press، ISBN:978-0-8146-5734-8، مؤرشف من الأصل في 2022-06-21
- Leick، Gwendolyn (1998) [1991]، A Dictionary of Ancient Near Eastern Mythology، New York City, New York: Routledge، ISBN:978-0-415-19811-0، مؤرشف من الأصل في 2022-10-11
- Leick، Gwendolyn (2013) [1994]، Sex and Eroticism in Mesopotamian Literature، New York City, New York: Routledge، ISBN:978-1-134-92074-7، مؤرشف من الأصل في 2022-04-20
- Lutwyche، Jayne (22 يناير 2013)، "Why are there seven days in a week?"، bbc.co.uk، Religion & Ethics، The British Broadcasting Company، مؤرشف من الأصل في 2018-05-01، اطلع عليه بتاريخ 2018-04-30
- Marchesi، Gianni (2006). LUMMA in the onomasticon and literature of Ancient Mesopotamia. Padova: S.A.R.G.O.N. Ed. e Libr. ISBN:978-88-901286-4-6. OCLC:237144973. مؤرشف من الأصل في 2022-09-23.
- Marcato، Enrico (2018). "Religious Significance of Hatran Theophoric Names". Antichistica. Venice: Edizioni Ca' Foscari. ج. 17. DOI:10.30687/978-88-6969-231-4/005. ISBN:978-88-6969-233-8. ISSN:2610-8828.
- Mark، Joshua J. (2 فبراير 2017)، "Ninurta"، موسوعة تاريخ العالم  [لغات أخرى]‏، مؤرشف من الأصل في 2021-04-13، اطلع عليه بتاريخ 2018-08-04{{استشهاد}}:  صيانة الاستشهاد: علامات ترقيم زائدة (link)
- McCall، Henrietta (1990)، Mesopotamian Myths، The Legendary Past، Austin, Texas: University of Texas Press، ISBN:978-0-292-75130-9، مؤرشف من الأصل في 2022-10-13
- McEvilley، Thomas (2002)، The Shape of Ancient Thought: Comparative Studies in Greek and Indian Philosophies، New York City, New York: Allworth Press، ISBN:978-1-58115-203-6، مؤرشف من الأصل في 2022-05-22
- Michalowski، Piotr (1998)، "Nisaba A. Philologisch · Nisaba A. Philological"، ±Realle±±xikon der Assyriologie، اطلع عليه بتاريخ 2021-07-31
- Miller، Patrick D. (1986)، A History of Ancient Israel and Judah، Westminster John Knox Press، ISBN:978-0-664-21262-9، مؤرشف من الأصل في 2022-10-23
- Morony، Michael (1984). Iraq after the Muslim conquest. Princeton, N.J: Princeton University Press. ISBN:978-0-691-05395-0. OCLC:9645034.
- Murat، Leyla (2009). "Goddess Išhara". Ankara Üniversitesi Dil ve Tarih-Coğrafya Fakültesi Tarih Bölümü Tarih Araştırmaları Dergisi. ج. 45. مؤرشف من الأصل في 2022-11-29.
- Nemet-Nejat، Karen Rhea (1998)، Daily Life in Ancient Mesopotamia، Daily Life، Santa Barbara, California: Greenwood، ISBN:978-0-313-29497-6، مؤرشف من الأصل في 2022-04-18
- Parker، Robert (2017). Greek Gods Abroad. USA: University of California Press. ISBN:978-0-520-29394-6.
- Nevling Porter، Barbara (2004). "Ishtar of Nineveh and Her Collaborator, Ishtar of Arbela, in the Reign of Assurbanipal". Iraq. British Institute for the Study of Iraq. ج. 66: 41–44. DOI:10.1017/S0021088900001601. ISSN:0021-0889. JSTOR:4200556. S2CID:232250529. مؤرشف من الأصل في 2023-02-11. اطلع عليه بتاريخ 2021-07-28.
- Penglase، Charles (1994)، Greek Myths and Mesopotamia: Parallels and Influence in the Homeric Hymns and Hesiod، New York City, New York and London, England: Routledge، ISBN:978-0-415-15706-3، مؤرشف من الأصل في 2023-02-09
- Pryke، Louise M. (2017)، Ishtar، New York City, New York and London, England: Routledge، ISBN:978-1-138-86073-5، مؤرشف من الأصل في 2022-09-29
- James، Peter؛ Van der Sluijs، Marius Anthony (2008)، "Ziggurats, Colors, and Planets: Rawlinson Revisited"، Journal of Cuneiform Studies، The American Schools of Oriental Research، ج. 60، ص. 57–79، CiteSeerX:10.1.1.694.36، DOI:10.1086/JCS25608622، JSTOR:25608622، S2CID:163475560
- Parpola، Simo (1993)، "The Assyrian Tree of Life: Tracing the Origins of Jewish Monotheism and Greek Philosophy" (PDF)، Journal of Near Eastern Studies، ج. 52، ص. 161–208، DOI:10.1086/373622، JSTOR:545436، S2CID:162212276، مؤرشف من الأصل (PDF) في 2022-07-26
- Peterson، J. (2009). "Two New Sumerian Texts Involving The Netherworld and Funerary Offerings". Zeitschrift für Assyriologie und Vorderasiatische Archäologie. ج. 99 ع. 2. DOI:10.1515/ZA.2009.006. S2CID:162329196. مؤرشف من الأصل في 2022-12-30.
- Peterson، Jeremiah (2011). "Nanna/Suen Convenes in the Divine Assembly as King". Aula orientalis: Revista de estudios del Próximo Oriente Antiguo. ج. 29 ع. 2: 279–288. ISSN:0212-5730. مؤرشف من الأصل في 2022-03-07. اطلع عليه بتاريخ 2021-07-31.
- Peterson، Jeremiah (2016). "UET 6/1, 74, the Hymnic Introduction of a Sumerian Letter-Prayer to Ninšubur". Zeitschrift für Assyriologie und vorderasiatische Archäologie. Walter de Gruyter GmbH. ج. 106 ع. 1. DOI:10.1515/za-2016-0004. ISSN:0084-5299. S2CID:164470953. مؤرشف من الأصل في 2022-12-21.
- Pongratz-Leisten، Beate (2012). "Comments on the Translatability of Divinity: Cultic and Theological Responses to the Presence of the Other in the Ancient near East". في Bonnet، Corinne (المحرر). Les représentations des dieux des autres. Caltanissetta: Sciascia. ISBN:978-88-8241-388-0. OCLC:850438175.
- Potter، David S. "The Inscriptions on the Bronze Herakles from Mesene: Vologeses IV's War with Rome and the Date of Tacitus'" Annales". مؤرشف من الأصل في 2021-11-20. {{استشهاد بدورية محكمة}}: الاستشهاد بدورية محكمة يطلب |دورية محكمة= (مساعدة)[وصلة مكسورة]
- Richter، T. (2004). "Untersuchenungen zu den lokalen Panthea Süd- und Mittelbabyloniens in altbabylonidcher Zeit". Alter Orient und Altes Testament. Münster, Germany: Ugarit-Verlag. ج. 2 ع. 257.
- Robson، Eleanor (2015)، "Ninurta, god of victory"، Nimrud: Materialities of Assyrian Knowledge Production، Open Richly Annotated Cuneiform Corpus, UK Higher Education Academy، مؤرشف من الأصل في 2022-09-21
- Rogers، John H. (1998)، "Origins of the Ancient Astronomical Constellations: I: The Mesopotamian Traditions"، Journal of the British Astronomical Association، London, England: The British Astronomical Association، ج. 108، ص. 9–28، Bibcode:1998JBAA..108....9R
- Saadi-Nejad، Manya (2021). Anahita. A History and Reception of the Iranian Water Goddess. London: I. B. Tauris & Company, Limited. ISBN:978-1-83860-111-9. OCLC:1223089221.
- Saggs، H. W. F. (1987)، Everyday Life in Babylonia & Assyria، Dorset Press، ISBN:978-0-88029-127-9، مؤرشف من الأصل في 2022-04-13
- Sallaberger، Walther (2017)، "Zababa"، Reallexikon der Assyriologie، اطلع عليه بتاريخ 2021-07-31
- Schneider، Tammi J. (2011)، An Introduction to Ancient Mesopotamian Religion، Grand Rapids, Michigan: William B. Eerdman's Publishing Company، ISBN:978-0-8028-2959-7، مؤرشف من الأصل في 2022-10-10
- Schwemer، Daniel (2007). "The Storm-Gods of the Ancient Near East: Summary, Synthesis, Recent Studies Part I" (PDF). Journal of Ancient Near Eastern Religions. Brill. ج. 7 ع. 2: 121–168. DOI:10.1163/156921207783876404. ISSN:1569-2116. مؤرشف من الأصل (PDF) في 2022-08-04.
- Sharlach، Tonia (2002). "Foreign Influences on the Religion of the Ur III Court". General studies and excavations at Nuzi 10/3. Bethesda, Md: CDL Press. ISBN:1-883053-68-4. OCLC:48399212. مؤرشف من الأصل في 2022-11-29.
- Shushan، Gregory (2009)، Conceptions of the Afterlife in Early Civilizations: Universalism, Constructivism, and near Death Experience، New York City, New York and London, England: Continuum International Publishing Group، ISBN:978-0-8264-4073-0، مؤرشف من الأصل في 2021-11-29
- Shushan، Gregory. "About". مؤرشف من الأصل في 2023-01-22. اطلع عليه بتاريخ 2021-10-03.
- Simons، Frank (2017)، Hazenbos، Joost؛ Mittermayer؛ Novák، Mirko؛ Suter، Claudia E. (المحررون)، "A New Join to the Hurro-Akkadian Version of the Weidner God List from Emar (Msk 74.108a + Msk 74.158k)"، Altorientalische Forschungen، Berlin, Germany: Walter de Gruyter، ج. 44، ص. 82–100، DOI:10.1515/aofo-2017-0009، ISSN:0232-8461، S2CID:164771112
- Stephens، Kathryn (2013)، "An/Anu (god): Mesopotamian sky-god, one of the supreme deities; known as An in Sumerian and Anu in Akkadian"، Ancient Mesopotamian Gods and Goddesses، Open Richly Annotated Cuneiform Corpus, UK Higher Education Academy، مؤرشف من الأصل في 2022-12-14، اطلع عليه بتاريخ 2018-05-09
- Stephens، Kathryn (2016)، "Ninsi'anna (god/goddess); Deity of the planet Venus; an aspect of Inana/Ištar as Venus."، Ancient Mesopotamian Gods and Goddesses، Open Richly Annotated Cuneiform Corpus, UK Higher Education Academy، مؤرشف من الأصل في 2022-09-21، اطلع عليه بتاريخ 2018-05-09
- Stol, Martin (1998), "Nanaja", Reallexikon der Assyriologie (بالألمانية), Retrieved 2021-08-01
- Stol, Martin (2013), "Tišpak", Reallexikon der Assyriologie (بالألمانية), Retrieved 2021-07-28
- Taracha، Piotr (2009). Religions of Second Millennium Anatolia. Harrassowitz. ISBN:978-3447058858.
- van der Toorn، Karel (1995). "Migration and the Spread of Local Cults". Immigration and emigration within the ancient Near East: Festschrift E. Lipiński. Leuven: Uitgeverij Peeters en Departement Oriëntalistiek. ISBN:90-6831-727-X. OCLC:33242446.
- Vanstiphout، H. L. (1984)، "Inanna/Ishtar as a Figure of Controversy"، Struggles of Gods: Papers of the Groningen Work Group for the Study of the History of Religions، Berlin: Mouton Publishers، ج. 31، ISBN:978-90-279-3460-4، مؤرشف من الأصل في 2023-01-11
- Wasserman، Nathan (2008). "On Leeches, Dogs and Gods in Old Babylonian Medical Incantations". Revue d'Assyriologie et d'archéologie orientale. Presses Universitaires de France. ج. 102: 71–88. ISSN:21043817 03736032, 21043817. JSTOR:23281369. مؤرشف من الأصل في 2023-02-12. اطلع عليه بتاريخ 2021-10-03. {{استشهاد بدورية محكمة}}: تأكد من صحة قيمة |issn= (مساعدة)
- Weeden، Mark (2016)، "Haya (god); Spouse of Nidaba/Nissaba, goddess of grain and scribes, he is known both as a "door-keeper" and associated with the scribal arts."، Ancient Mesopotamian Gods and Goddesses، Open Richly Annotated Cuneiform Corpus, UK Higher Education Academy، مؤرشف من الأصل في 2022-09-21، اطلع عليه بتاريخ 2018-05-09
- Westenholz، Joan Goodnick (1997). "Nanaya: Lady of Mystery". في Finkel، I. L.؛ Geller، M. J. (المحررون). Sumerian Gods and their Representations. ISBN:978-90-56-93005-9.
- Wiggermann، Frans A. M. (1988). "An Unrecognized Synonym of Sumerian sukkal, "Vizier"". Zeitschrift für Assyriologie und Vorderasiatische Archäologie. Walter de Gruyter GmbH. ج. 78 ع. 2. DOI:10.1515/zava.1988.78.2.225. ISSN:0084-5299. S2CID:161099846. مؤرشف من الأصل في 2022-12-21.
- Ebeling، Erich؛ Wiggermann، Frans A. M. (2019)، "Mischwesen A. Philologisch. Mesopotamien"، Reallexikon der Assyriologie، اطلع عليه بتاريخ 2021-07-28
- Wiggermann، Frans A. M. (1992). Mesopotamian protective spirits: the ritual texts. Groningen: STYX & PP Publications. ISBN:978-90-72371-52-2. OCLC:27914917. مؤرشف من الأصل في 2022-10-06.
- Wiggermann، Frans A. M. (1998)، "Nin-šubur"، Reallexikon der Assyriologie، اطلع عليه بتاريخ 2021-08-01
- Wiggermann، Frans A. M. (1998a)، "Nin-ĝišzida"، Reallexikon der Assyriologie، اطلع عليه بتاريخ 2021-10-03
- Wiggermann، Frans A. M. (2011)، "Siebengötter A. Mesopotamien · Seven gods A. In Mesopotamia"، Reallexikon der Assyriologie، اطلع عليه بتاريخ 2021-07-28
- Wiggermann، Frans A. M. (1997). "Transtigridian Snake Gods". في Finkel، I. L.؛ Geller، M. J. (المحررون). Sumerian Gods and their Representations. ISBN:978-90-56-93005-9.
- Wiggins، Steve (2007). A reassessment of Asherah: with further considerations of the goddess. Piscataway, NJ: Gorgias Press. ISBN:978-1-59333-717-9. OCLC:171049273. مؤرشف من الأصل في 2022-10-10.
- Wilhelm، Gernot (1989). The Hurrians. Warminster, England: Aris & Phillips. ISBN:978-0-85668-442-5. OCLC:21036268.
- Wills، Lawrence Mitchell (2002)، Ancient Jewish Novels: An Anthology، Oxford, England: Oxford University Press، ISBN:978-0-19-515142-8، مؤرشف من الأصل في 2021-11-20
- Wolkstein، Diane؛ Kramer، Samuel Noah (1983)، Inanna: Queen of Heaven and Earth: Her Stories and Hymns from Sumer، New York City, New York: Harper&Row Publishers، ISBN:978-0-06-090854-6، مؤرشف من الأصل في 2022-02-18
- Wright، J. Edward (2002)، The Early History of Heaven، Oxford, England: Oxford University Press، ISBN:978-0-19-534849-1، مؤرشف من الأصل في 2022-05-25

باللغة العربية
- خزعل الماجدي (2018). المِثولوجيا السومرية (ط. الأولى). دار الرافدين، بيروت - لبنان.
- فراس السواح (2017). موسوعة تاريخ الأديان (الشرق القديم) (ط. االرابعة). دار التكوين، دمشق - سورية. ج. الكتاب الثاني.
- خزعل الماجدي (1998). إنجيل بابل (ط. الأولى). الأهلية للنشر والتوزيع، عمَّان، الطبع في لبنان.
- فاضل عبد الواحد (1997). سومر أسطورة وملحمة (ط. الثانية). دار الشؤون الثقافية العامة «آفاق عربية».
- حنا عبود (2018). موسوعة الأساطير العالمية (ط. الأولى). دار الحوار، سوريا.
- ماكس شابيرو ورودا هندركس (2008). معجم الأساطير. ترجمة: حنا عبود (ط. الثالثة). دار علاء الدين - سورية.
- إمام عبد الفتاح إمام (1995). معجم ديانات وأساطير العالم (ط. الأولى). مكتبة مدبولي - مصر. ج. الجزء الثالث.
- إدزارد (2000). قاموس الآلهة والأساطير في بلاد الرافدين، في الحضارة السورية. ترجمة: محمد وحيد خياطة. دار الشرق العربي، سورية-لبنان. ج. الجزء الأول.
- عبد المنعم المحجوب (2016). المعجم السومري. دار الكتب العلمية.
- طلال محمود حرب (1999). معجم أعلام الأساطير والخرافات في المعتقدات القديمة. دار الكتب العلمية.